# Vegeta
Pour les articles homonymes, voir Vegeta (homonymie).
Vegeta (ベジータ, Bejīta), également orthographié Végéta, est un personnage de fiction du manga Dragon Ball créé par Akira Toriyama. Il apparaît pour la première fois le 19 décembre 1988 dans le Weekly Shōnen Jump, recherchant les Dragon Balls réalisant des vœux pour obtenir l'immortalité. Aux côtés de Goku, Gohan, Bulma, Krillin et Piccolo, il est un des personnages ayant reçu le plus de développement. Son personnage évolue de méchant à anti-héros et devient un héros au cours de la série. Il est l'un des personnages les plus populaires de la franchise Dragon Ball, et sa première confrontation avec Goku est considérée comme l'une des batailles les plus emblématiques du manga et de l'anime.
Vegeta est extrêmement vaniteux et fier, faisant constamment référence à son héritage et à son statut de prince des Saiyans tout au long de la série ; il pense qu'il devrait être considéré comme le combattant le plus puissant de l'univers et devient obsédé par l'idée de dépasser Goku après l'avoir combattu. Vegeta s'unit au début à contrecœur avec le groupe de Goku, pour contrecarrer des menaces plus grandes pour l'univers telles que Freezer, Cell et Majin Boo.

## Création et conception
Suivant la tendance qui veut que les noms de membres de la race Saiyan soient des jeux de mots sur des légumes, le nom de Vegeta est un jeu de mots, Bejita en anglais, vegetable signifie légume,. Akira Toriyama a déclaré qu'il avait reçu beaucoup de courriers de fans lui disant de ne pas tuer Vegeta. Après la sortie de Dragon Ball Z: La Bataille des Dieux , Toriyama a exprimé le souhait que Végéta détienne le rôle principal dans le cas d'un autre long-métrage d'animation, bien qu'il ait insisté sur le fait que ce n'était que son intention et qu'aucune décision n'avait été prise.
Il est démontré que Vegeta est exceptionnellement vaniteux et égoïste. Il a rarement eu peur des adversaires opposants, par exemple Freezer. On peut soutenir que son trait le plus déterminant est sa rivalité avec Goku.
Vegeta est sensiblement plus petit que Goku, bien qu'un changement visible dans le style artistique d'Akira Toriyama atténue cette différence plus tard dans la série.

## Biographie fictive

### Origine
Il est né vers 732. Dans sa jeunesse, il a vu son père se faire dominer par le Dieu de la destruction, Beerus (dans Battle of Gods, Vegeta n'essaye pas d'aider son père car il était terrorisé, mais dans la série Dragon Ball Super, il tente de l'aider, mais il se fait paralyser par Beerus qui l'empêche de bouger). Sa race est également soumise au règne du seigneur de guerre interplanétaire, Freezer, et le roi Vegeta a également été contraint par le tyran de le lui livrer par des moyens non divulgués.
Alors qu’il est enfant, tout le monde le suspecte d’être le guerrier légendaire, grâce à son potentiel de combat inné, et du fait qu’il est membre de la famille royale de la planète Vegeta. C’est pour sa force de combat que Freezer l’épargne lorsqu’il détruit la planète Vegeta. En effet, il voit en lui un parfait outil pour accomplir des missions de conquête. Il l’envoie régulièrement sur d’autres planètes avec Nappa, son compagnon d’arme et garde du corps. En grandissant, il n’a qu’un seul objectif : tuer Freezer, se libérer de son emprise et prendre sa place pour diriger l’univers. Mais il n’est pas encore assez fort pour rivaliser avec lui. Il subit d’ailleurs constamment les moqueries des lieutenants de Freezer, Kiwi, Zabon et Dodoria qui sont plus puissants que lui.
Grâce à leurs détecteurs, Nappa et lui découvrent, alors qu’ils sont en mission, que Raditz, parti sur Terre afin de la conquérir et convaincre son frère Son Goku de le rejoindre, s’est fait tuer. Dans la foulée, ils apprennent aussi l’existence des Dragon Balls, pouvant réaliser n’importe quel souhait. Ils décident donc de se rendre sur Terre pour devenir immortel grâce à ces boules, ce qui lui permettrait d’accomplir son rêve. Durant leur voyage, qui dure tout au plus un an, ils éradiquent sans pitié la population de deux planètes.

### Arrivée sur Terre

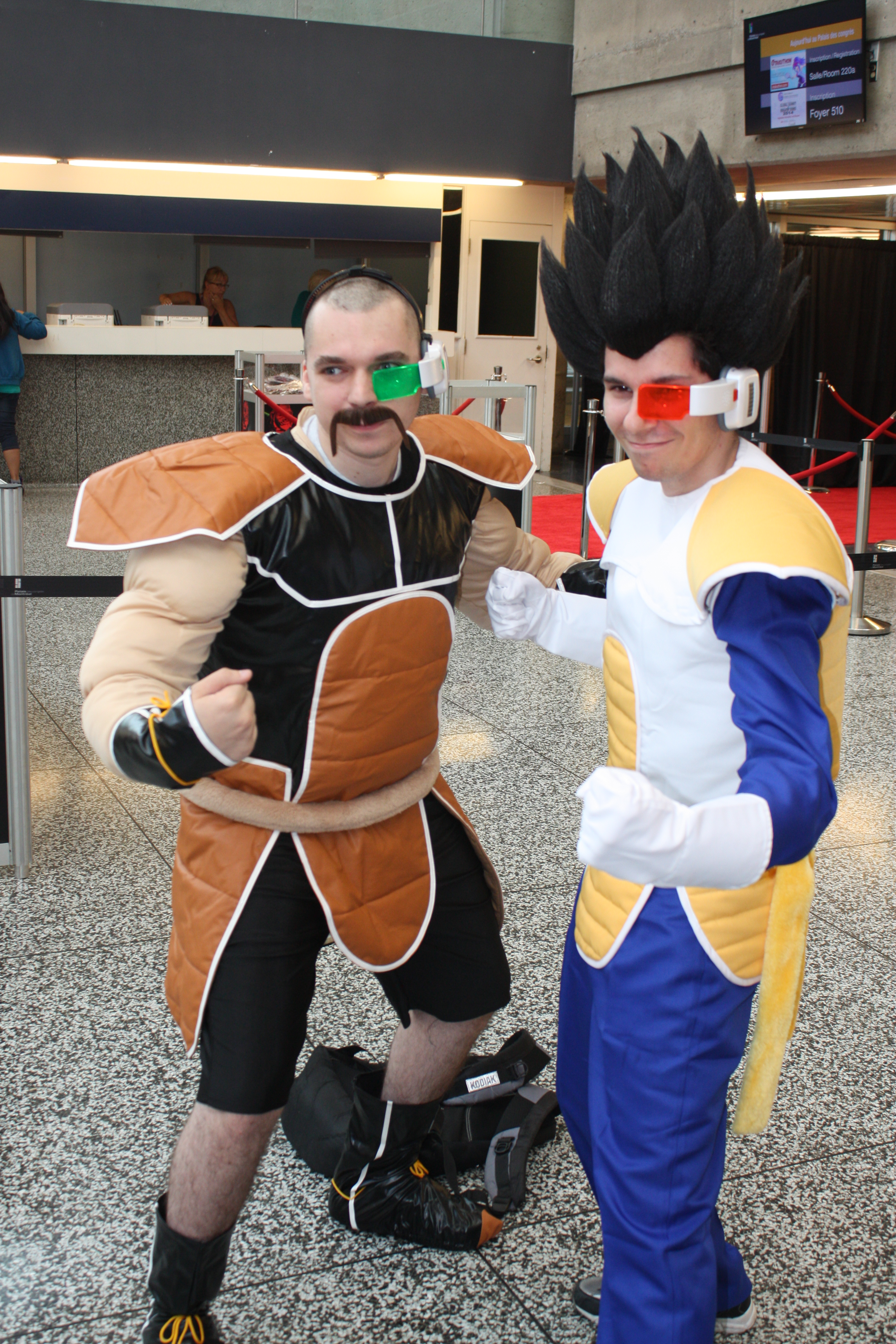
Cosplays de Nappa et de Vegeta à l'Otakuthon 2014, à Montréal.

Une fois arrivé sur la Terre, Nappa rase cruellement une ville entière, puis ce dernier et lui se retrouvent face aux amis de Son Goku, décidés à défendre leur planète. Ils font tout d’abord naître plusieurs Saibaimen pour jauger leurs adversaires et se divertir. Piccolo et ses alliés réussissent sans trop de difficultés à les éliminer, mais Yamcha se fera quand même tuer par surprise après en avoir vaincu un, celui-ci se faisant exploser. Son équipier engage alors le combat contre tous les amis de Son Goku présents. Il se révèle trop fort et tue Piccolo (et par conséquent le Tout-Puissant), Ten Shin Han et Chaozu (qui se sont sacrifiés pour le tuer, en vain). Seuls Son Gohan et Krilin sont encore en vie à l’arrivée de Son Goku, revenu d’un an d’entraînement. Ce dernier réussit à venger ses amis, se débarrassant aisément de Nappa, le laissant inconscient sans toutefois le tuer. Après la victoire facile de Son Goku contre Nappa, il achève froidement son allié, considérant qu’il ne lui est plus d’aucune utilité. On découvre à ce moment le cœur de pierre et la cruauté de celui qui se présente comme le prince des Saiyans. Son Goku est d’ailleurs à ce moment impressionné par la puissance qu’il a dégagée.
Un féroce combat commence entre les deux protagonistes ; Son Goku constatant son infériorité, est contraint d’utiliser le Kaioken à triple puissance, à ses risques et périls. Après cela, il ne peut plus rivaliser, malgré un canon Garlic surpuissant, contré par un quadruple Kaioken. Après cette attaque, Son Goku est presque hors de combat, mais l'ignorant, Végéta décide de créer une lune artificielle pour se transformer en Oozaru afin d’augmenter significativement sa force et assurer sa victoire. Cette technique lui donne de nouveau l’avantage, d’autant que Son Goku ignorait jusque-là l’existence de la transformation. Au moment où il s’apprête à donner à Son Goku le coup de grâce, Yajirobé intervient et lui coupe la queue d’un coup de sabre, ce qui lui fait reprendre sa forme initiale. Son Goku transmet alors le Genki Dama qu’il avait préparé sans pouvoir le lancer à Krilin. Avec l’aide de Son Gohan, le Terrien parvient à l’envoyer sur lui et le blesse gravement. Mais cette blessure n’est pas suffisante pour le tuer. Épuisé, il se relève et décide alors de les achever. Mais Son Gohan, dont la queue est réapparue sans explication, se transforme alors à son tour en singe géant, profitant malgré lui de la lune qu'il a lui-même créée. À bout de force et ne pouvant rivaliser avec Gohan transformé en Oozaru, il utilise le peu d'énergie qu'il lui reste pour couper sa queue. Cependant, Son Gohan tombe lourdement sur lui et le met définitivement hors d’état de combattre. Avec le sabre de Yajirobé, Krilin s’apprête alors à lui donner le coup de grâce, mais Son Goku lui demande de l’épargner et de le laisser partir, car il a été fasciné par sa puissance et souhaite l’affronter à nouveau pour prendre sa revanche.

### Sur Namek
Une fois rentré et soigné sur une planète colonisée par Freezer, il apprend l’existence d'autres Dragon Balls sur la planète Namek, et que ce dernier est parti les y trouver afin d’avoir la vie éternelle. Il se rend donc également à la hâte sur Namek afin de s’emparer des Dragon Balls avant lui, sous peine d’être pour toujours son esclave. Arrivé à destination, il affronte Kiwi qui avait été chargé de l’éliminer pour sa rébellion et le tue facilement, ainsi que Dodoria qui s’était isolé. Avant de se faire tuer, ce dernier lui explique que Freezer a en réalité détruit sa planète, de peur qu'un Super Saiyan finisse par apparaître parmi les Saiyans, et mette fin à son règne. Le prince des Saiyans se rend compte qu'il a été manipulé depuis son enfance par le tyran. Après avoir tué Dodoria, il part à la recherche des Dragon Balls. Il tue froidement les membres d’un village Namek et vole la boule qui était en leur possession, qu’il cache aussitôt.
Il est alors retrouvé par Zabon, l’acolyte de Dodoria. Les deux hommes combattent mais Zabon, rapidement vaincu, se métamorphose, et finit par le battre, en le laissant pour mort. Il revient cependant le chercher plus tard sous la demande de Freezer, afin de le soigner et qu’il puisse leur dire où était la Dragon Ball qu’il avait cachée. Après un rétablissement bien plus rapide que ne l’avaient prévu ses geôliers, il s’enfuit grâce à une ruse et emporte de surcroît les cinq Dragon Balls que Freezer avait en sa possession. Celui-ci, furieux, ordonne à Zabon de le retrouver. Après avoir dissimulé ces cinq autres boules, Vegeta part à la recherche de la dernière qui lui manque. Aussitôt, il croise accidentellement Krilin en possession de l’objet tant convoité et le prend en chasse. Dans le même temps, Zabon l’aperçoit et part à sa poursuite. Il rejoint Krilin et lui demande la boule, mais il est interrompu par Zabon qui les rejoint à son tour. Vegeta décide de l’affronter à nouveau et le bat, cette fois-ci, sans problème, puisqu’il a frôlé la mort lors de son précédent combat. Il s’empare sans violence, car de bonne humeur, de la boule de Krilin, et part retrouver la première boule qu’il avait cachée, pensant avoir enfin réussi à obtenir les sept.
Malheureusement pour lui, cette boule avait entre-temps été découverte par Son Gohan grâce au détecteur de Dragon Balls. Fou de rage, il s’empresse de retourner auprès de Krilin et de Son Gohan. Mais il n’engage pas les hostilités, car il détecte l’arrivée du Commando Ginyu, appelé par Freezer pour le retrouver et récupérer les boules. En effet, d'après lui, chaque membre de ce redoutable groupe est au moins aussi fort que lui. Il somme donc Krilin et Son Gohan de lui rendre la dernière boule, en prétextant que seule la vie éternelle leur permettrait de les vaincre, et jurant qu’il ne leur ferait pas de mal. Krilin se sent obligé d’accepter ce contrat, mais ils n’ont pas le temps de les rassembler, le commando Ginyu surgissant devant eux. Par la suite, il parvient à éliminer sournoisement Guldo qui était en plein combat avec Son Gohan et Krilin. Puis Reecom, un des membres du commando, engage un combat avec lui qui semble plutôt à l'avantage de l'adversaire du Saiyan. Vaincu, il échappe de peu au coup de grâce de son adversaire, grâce à l'intervention de ses deux équipiers, ce qui blesse sa fierté. Mais tout comme lui, ces derniers sont aussi battus par Reecom.
Alors que Reecom s’apprête à les achever, Son Goku arrive enfin sur Namek et les rejoint juste à temps. Il distribue ses derniers senzu pour soigner tout le monde, puis se débarrasse aisément de Reecom et Burter, mettant en déroute Jesse qui part chercher de l’aide auprès du capitaine. Il est alors impressionné par la puissance de Son Goku et en vient à se demander s’il pourrait être le Super Saiyan millénaire. Agacé par ce constat et par l’attitude de Son Goku, il s’empresse d’achever Butta et Reacum, ce qui choque Son Goku. Jeese revient alors avec le capitaine Ginyu qui est de loin le plus puissant membre du commando. Mais Vegeta ne prête pas main-forte à son nouveau rival et profite du combat pour aller récupérer les Dragon Balls. Alors qu’il change sa tenue de combat endommagée au vaisseau de Freezer (qui est absent), il surprend Son Gohan et Krilin en train d’extirper les sept Dragon Balls, localisées grâce au détecteur, que le commando avait enterrées. Vegeta, caché, observe la scène, comptant bien demander ses vœux une fois les boules activées, mais tous sont surpris par l’arrivée de Jeese et de Ginyu, qui a réussi à prendre le corps de Son Goku grâce à sa technique spéciale. Après un bref dialogue, il s’attaque à Krilin et à Son Gohan mais ne sachant pas contrôler son nouveau corps, il ne parvient pas à les battre. Vegeta entre alors dans la bataille et élimine Jeese. Il s’attaque ensuite à Ginyu et le neutralise très vite. Ce dernier essaie alors de prendre le corps de Vegeta mais Son Goku, qui les avait difficilement rejoints, s’interpose dans le rayon de la technique et parvient à récupérer son corps abimé. Ginyu, alors de retour dans son corps qu’il avait volontairement blessé pour handicaper Son Goku, tente une seconde fois de prendre le corps de Végéta. Son Goku est cloué au sol mais parvient à attraper une grenouille qui passait par là et à la jeter dans le rayon de la technique. Ginyu se retrouve donc dans le corps de la grenouille et vice versa. À ce moment-là, Vegeta aurait pu facilement en finir avec Son Goku et ses amis mais il les laisse en vie, se doutant qu’il aura besoin d’eux au retour de Freezer.
Son Goku est emmené en soins intensifs dans le vaisseau, tandis que Vegeta, fatigué, entame une petite sieste. C’est l’occasion rêvée pour Son Gohan et Krilin de se servir des Dragon Balls à son insu, avec l’aide de Dendé qui leur a dévoilé le code. Lorsque Polunga apparaît enfin, Vegeta se réveille et l’aperçoit. Se doutant de ce qui se passe, il se précipite furieux sur les lieux. Krilin et Son Gohan apprennent avec stupeur qu’une seule personne peut être ressuscitée par souhait. Après une brève hésitation, ils ont quand même le temps avec deux vœux de ressusciter Piccolo puis de le téléporter sur Namek à sa demande, car ce dernier désire affronter Freezer. Vegeta, arrivé sur place, dit à Krilin de demander à Polunga de lui donner la vie éternelle avec le dernier vœu, mais courageusement Krilin ne cède pas. Le temps presse car l’arrivée de Freezer se fait sentir. Désespéré, Krilin finit par accepter à contrecœur. Mais au moment où Dendé commence à prononcer le souhait, le grand chef Namek, créateur des Dragon Balls s’éteint, emportant avec lui les Dragon Balls qui deviennent des pierres ordinaires. Vegeta gronde de fureur mais il est coupé dans son élan: Freezer est là.
Le rêve d’immortalité de Freezer s’effondre par la même occasion et il compte bien le faire payer cruellement. Le discours de Vegeta à propos du Super Saiyan qu’il croit devenir achève d’aiguiser sa colère et il charge violemment ce dernier, qui parvient à sa très grande surprise à le bloquer. Confiant, Vegeta demande alors à Freezer de se transformer. Mais Freezer, en se transformant, a vite fait d’effacer le sourire de Vegeta. Freezer s’attaque en premier à Son Gohan puis Krilin. Ils résistent héroïquement, surtout Son Gohan qui, une fois en colère, révèle une incroyable force. Vegeta reste à l’écart, terrorisé. Piccolo qui vient juste de fusionner avec Nail les rejoint enfin. Il domine Freezer dans un premier temps, mais devient impuissant après la seconde métamorphose du tyran. Son Gohan revient une nouvelle fois à la charge avec une énorme attaque qui est difficilement repoussée par Freezer. Terriblement frustré de sa faiblesse, Vegeta demande alors à Krilin de le frapper jusqu’à la limite de la mort afin de revenir plus fort après les soins de Dendé, ce qu’il fait.
Après avoir sauvé de justesse Gohan d'une attaque du tyran, il décide de défier ce dernier, persuadé d'être enfin devenu un Super Saiyan. Mais malgré sa nouvelle puissance à la suite du fait qu'il ait frôlé la mort, il est toujours d'un niveau inférieur à celui de son adversaire. Empli de tristesse, de colère et de désespoir, il laisse la peur prendre le dessus sur sa volonté, des larmes couler de ses yeux, perd toute envie de se battre et subit une sévère correction de son bourreau, sous le regard impuissant de ses compagnons. Fort heureusement, Goku, guéri de ses blessures, arrive juste à temps pour mettre fin au supplice du prince des Saiyans. Agacé par le fait qu'il révèle que son rival est sans doute le Super Saiyan de la légende, Freezer lui transperce le coeur avec un rayon. Avant de mourir, il raconte l'histoire tragique des Saiyans et la responsabilité du tyran à son rival, puis le supplie, en larmes, et lui fait promettre d'éliminer leur ennemi. Il est ensuite enterré sous terre par Goku, mais sera ensuite ressuscité plus tard grâce au voeu de M. Popo, puis téléporté sur Terre, tout comme les Nameks, Bulma et Gohan, alors que la planète Namek s'apprête à exploser.
Sur Terre, Vegeta attend le retour de Son Goku car il veut voir de quoi a l’air le Super Saiyan. Il est hébergé par Bulma. Une histoire d’amour naîtra lentement entre eux : c’est en partie grâce à cela qu’il commencera à changer. Même si ses ambitions de règne semblent s’apaiser, il restera encore longtemps obsédé par Son Goku et continuera à s’entraîner sans cesse afin de le dépasser.

### Contre les cyborgs

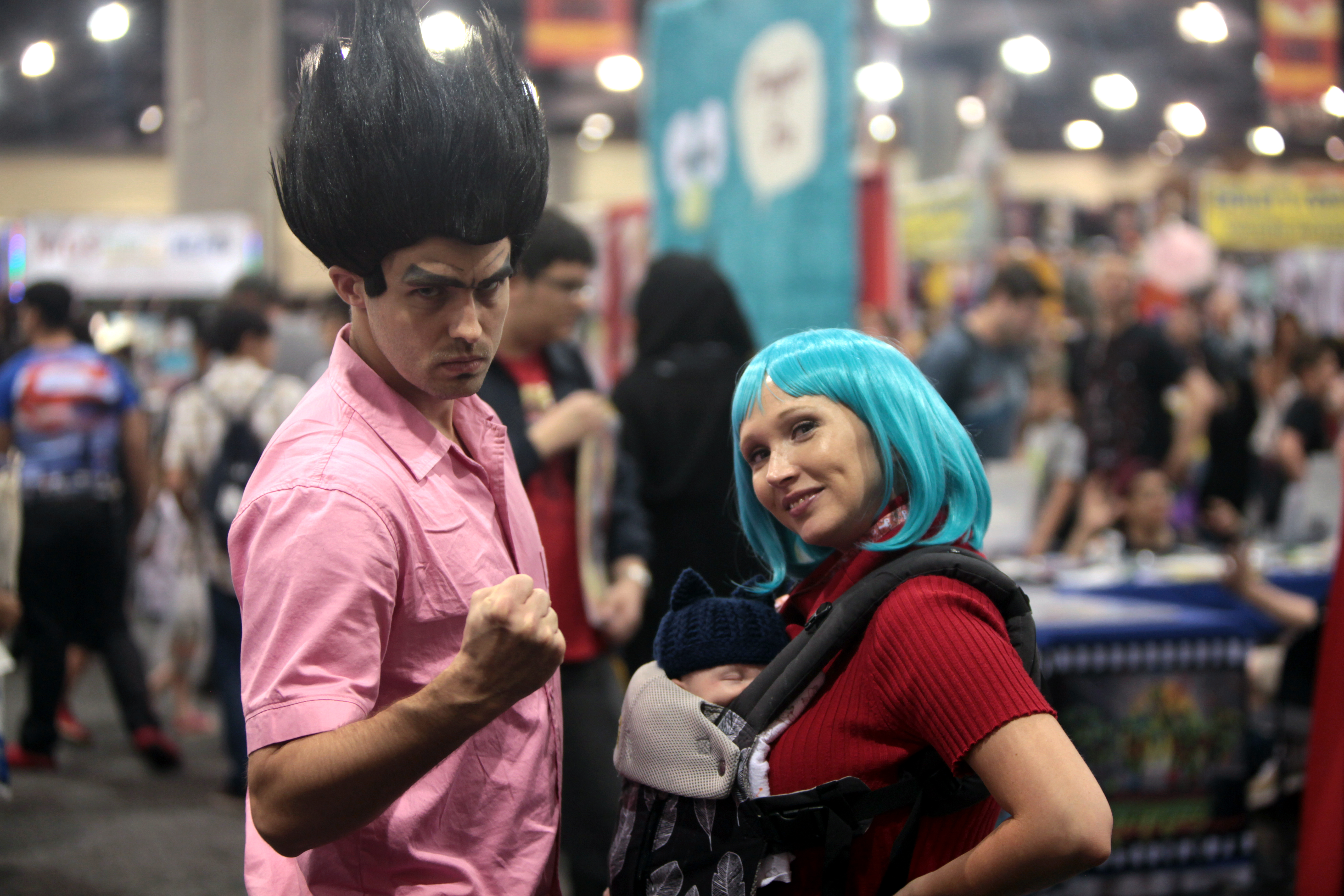
Cosplays de Vegeta, de Bulma et de leur fils Trunks à la Phoenix Comicon 2016, en Arizona.

Après quelques mois, Vegeta cohabite tant bien que mal chez Bulma avec Krilin et Yamcha, ce qui lui permet cependant de s’entraîner en utilisant le matériel conçu par Monsieur Brief (dont une salle de gravité de haute technologie). Alors que tout est paisible, les héros ressentent deux très grandes puissances s’approchant de la Terre. Ils reconnaissent très vite Freezer, qui est accompagné de son père le Roi Cold. Tous se précipitent vers le point d’arrivée des deux monstres en se cachant et commencent à désespérer tant leur énergie dégagée est grande. Même Vegeta se sent impuissant et annonce la fin de la Terre.
C’est alors qu’un jeune inconnu apparaît et se transforme en Super Saiyan, tuant facilement les deux monstres à la grande surprise de tous. En effet, aucun autre Saiyan n’était connu à part Son Goku, Son Gohan (mi-Saiyan mi-Terrien) et Vegeta, ce qui ne manque pas d’agacer ce dernier qui ne peut supporter de voir un second Super Saiyan après Son Goku. Le jeune garçon, nommé Trunks, est en fait le fils de Vegeta et de Bulma (il ne leur dit pas immédiatement afin de ne pas compromettre sa naissance très prochaine) et est venu du futur pour leur apporter de mauvaises nouvelles : la Terre est condamnée à cause de l’arrivée de deux cyborgs, créations du Docteur Gero, qui tueront leur créateur et sèmeront la mort et la destruction partout où ils passeront dans trois ans. Tous les grands combattants seront tués y compris Vegeta. Son Goku, quant à lui, mourra dans un an des suites d’une maladie cardiaque. Trunks donne alors la date et le point précis d’apparition des cyborgs et demande à tous de se préparer au difficile combat à venir. Il donne aussi un antidote à Son Goku pour son cœur et promet, avant de repartir dans son époque, de revenir les aider lorsque les cyborgs seront là.
Toute l’équipe part alors s’entraîner pour éviter ce funeste destin. Vegeta retourne en salle de gravité où il subit un entraînement jusqu'à 450G. Sentant ses limites s’approcher, il décide ensuite de repartir dans l’espace pour parfaire sa préparation (à noter que le vaisseau qu’il utilise pour ses expéditions est en fait celui qu’avait pris Son Goku). Durant son séjour dans le cosmos, il parvient enfin à devenir Super Saiyan et à surpasser Son Goku grâce à la haine qu’il lui porte. Sa joie est alors immense et il retrouve toute sa fierté. Durant ces trois ans, Vegeta et Bulma mettront au monde comme prévu leur fils Trunks.

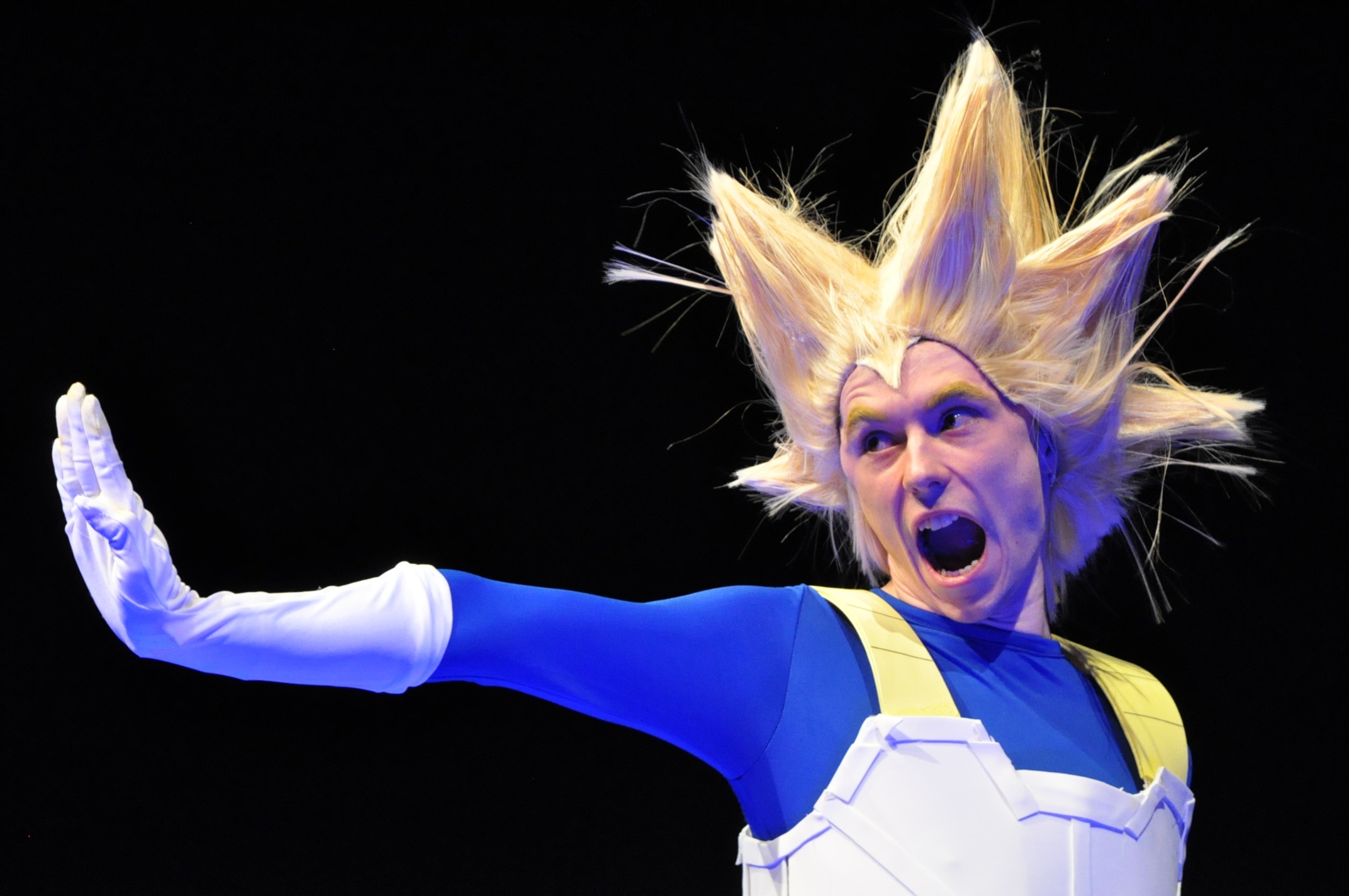
Cosplay de Vegeta en Super Saiyan au MCM Comic Con London 2013, mimant ici la Big Bang Attack.

Une fois la date fatidique arrivée, tous sont présents sur les lieux indiqués par Trunks (qui est un peu en retard). Les cyborgs C-19 et C-20 font leur apparition et blessent Yamcha qui appelle à l’aide. Une fois tous les combattants réunis, les héros croient qu’il s’agit bien là des deux cyborgs dont Trunks parlait. C’est Son Goku qui engage le combat mais son problème cardiaque finit par lui coûter la victoire. Vegeta arrive juste à temps et le sauve d’une mort certaine. Vegeta tient enfin en partie sa revanche en battant C-19 avec une facilité déconcertante en se transformant en Super Saiyan sous les yeux ébahis de tous. En effet, selon la légende, seul un Saiyan au cœur pur peut le devenir. Cependant, par mégarde, il laisse C-20 s’échapper et se cacher dans les montagnes alentour. Vegeta part alors à sa poursuite, d’abord seul puis avec l’aide des autres. Ils ne parviennent pas, dans un premier temps, à retrouver C-20, ne pouvant pas le repérer à distance car les cyborgs n’ont pas d’aura. Le vieux cyborg profite de cet avantage et élabore un plan : il compte absorber l’énergie des plus faibles, un par un avant de s’attaquer à Vegeta avec suffisamment de puissance. Cependant son plan tombe à l’eau quand il s’attaque à Piccolo car celui-ci appelle Son Gohan par télépathie. C-20 est alors rapidement cerné et c’est finalement Piccolo qui le défiera en duel, chose qu’il accepte volontiers étant sûr de sa victoire. Malheureusement pour lui, Piccolo le défait sous le regard surpris de Vegeta. Trunks fait enfin son apparition entre-temps et constate avec terreur que les deux cyborgs ne sont pas ceux qui avaient ravagé son époque. Tous partagent alors son inquiétude.
Blessé et ayant pris conscience de sa maladresse, C-20 décide alors de s’enfuir vers son laboratoire afin d’activer ses cyborgs C-17 et C-18, ceux que Trunks attendait vraiment et qui constituent la vraie menace pour le futur. C-20 hurle alors aux oreilles de tout le monde les noms de ces deux derniers en leur promettant une mort certaine, ce qui ne manque pas de surprendre tout le monde qui croyait en avoir presque fini avec les cyborgs. Il profite ensuite de ce petit moment de confusion pour faire diversion en envoyant un grand Kikoha et parvient à s’échapper. L’explosion emporte le vaisseau de Bulma qui passait par là avec son enfant (Trunks du présent, qui vient de naître), mais Vegeta n’y prête aucune attention et c’est Trunks (du futur) qui les sauvera. Ce dernier est d’ailleurs dégoûté par la passivité de son père face au danger que vient de courir sa petite famille et le lui fait remarquer sans que cela ait un quelconque effet.
Ayant appris l’existence de C-17 et C-18, ils partent à la poursuite de C-20 avant qu’il n’atteigne son laboratoire et ne les active. Bulma connaît approximativement l’adresse du laboratoire en question et la leur indique. Mais Vegeta n’est pas du tout d’accord avec ce plan. Ayant une totale confiance en lui et voulant toujours afficher sa nouvelle suprématie, il préfère laisser C-20 activer ses cyborgs afin de les affronter malgré tous les avertissements de Trunks (du futur) quant à leur puissance. Il menace d’ailleurs tout le monde. Une fois arrivé à destination, C-20 active les deux cyborgs mais ceux-ci refusent d’obéir à ses ordres, étant lassés de leur captivité. Une fois arrivés devant les portes du laboratoire lourdement blindées, les combattants entendent la scène et constatent qu’ils sont arrivés trop tard, à la grande joie de Vegeta. Une fois la porte défoncée par Vegeta, lassé des avertissements de Trunks qui préfère attendre que Son Goku soit guéri, tous assistent à la mort de C-20, tué par ses propres créations, C-18 et C-17. Un troisième cyborg inconnu, C-16, est libéré par la même occasion.
Étonnamment, les cyborgs ne semblent pas agressifs et ignorent toute présence alentour ce qui ne manque pas d’irriter Vegeta, qui espère bien savourer son combat. D’ailleurs, n’ayant plus de raison d’être, les créatures du docteur Gero se fixent un unique objectif « par jeu » : trouver Son Goku et le tuer. Vegeta part donc à leur poursuite, toujours malgré les recommandations de son fils, et finit par les rattraper. C’est C-18 qui finit par accepter le défi la première. Malgré l’avantage de Vegeta en début de combat, celui-ci s’épuise vite comparé à ce modèle de cyborg qui ne connaît ni la fatigue ni la douleur. Tous les autres rejoignent les lieux peu après et assistent, impuissants, à la lente défaite du Saiyan qui est peu à peu dominé. C-17 ne s’inquiète pas et leur précise qu’il interviendra si quelqu’un s’interpose entre C-18 et Vegeta. À bout de souffle, ce dernier finit par se faire casser un bras. L’incident effraie Trunks qui s’inquiète pour son père et se jette sur C-18 mais sans succès. C-17 entre donc en combat suivi de tous les autres combattants. Une grande mêlée s’engage alors mais tous sont vaincus malgré la résistance héroïque de Vegeta.
Après cette cuisante défaite générale, les cyborgs ne tuent personne et reprennent leur route vers leur objectif : trouver et tuer Son Goku. Tous se rendent à l’évidence : les cyborgs sont invincibles. Vegeta est fou de rage après cette humiliante défaite alors qu’il venait à peine de retrouver toute sa confiance. Il repart donc s’entraîner, de même que Piccolo qui décide d’aller fusionner avec le Tout-Puissant afin d’augmenter radicalement sa force.

### L’arrivée de Cell
Après le rétablissement de Son Goku, celui-ci propose à Vegeta de venir s’entraîner dans la Salle de l’Esprit et du Temps afin de pouvoir affronter Cell. Vegeta y entre avec Trunks et, après un an passé à l’intérieur, il part pour affronter Cell. Ce dernier a absorbé C-17 et en est donc au deuxième stade de son évolution. Super Vegeta se montre pourtant plus puissant, et redevient le guerrier le plus fort du moment. Mais lorsque Cell lui révèle qu’il n’a pas encore atteint le stade ultime de sa transformation, Vegeta, toujours mû par son orgueil et certain qu’il le dominera, décide de le laisser absorber C-18 pour l’affronter au maximum de ses capacités, refusant de combattre un ennemi trop peu puissant. Il va même jusqu’à frapper son propre fils Trunks lorsque celui-ci tente de s’interposer pour empêcher Cell d’absorber le cyborg.
Vegeta affronte à nouveau Cell après son ultime transformation, mais celui-ci est devenu beaucoup trop fort pour lui et il est vaincu. À son réveil, ayant appris que Cell s’apprête à organiser un tournoi, il part de nouveau s’entraîner dans la Salle de l’Esprit et du Temps. À la suite du combat opposant Son Goku et Cell, le premier décide finalement d'abandonner et d'envoyer son fils Gohan l'affronter à sa place, tout en donnant un senzu à Cell et en spéculant sur la puissance cachée de Gohan, qui ne demande qu'à se réveiller. Cell, afin de rendre Gohan fou de rage pour qu'il libère sa véritable puissance, décide de « donner naissance » à des versions miniatures de lui-même, et leur donne l'ordre d'éradiquer les autres guerriers. Vegeta se défend comme il peut, parvient à combattre dignement mais ne parvient pas à gagner face aux Cell Jr. Sur la fin du tournoi, Trunks est tué par Cell et Vegeta décide alors de le venger, même s’il n’est pas assez fort pour vaincre Cell. Au moment de l’attaque finale de Son Gohan, il envoie une boule d’énergie au visage de Cell, ce qui détourne son attention et permet à Son Gohan de prendre le dessus et de l’éliminer définitivement. À la fin de cet ultime combat, Vegeta, humilié par son impuissance totale face à Cell et secouru par deux fois par Son Goku et Son Gohan, jure qu’il en a fini avec les combats. Il reprochera cet instant à Son Goku des années plus tard et se concentrera sur un seul objectif : sa revanche.

### Boo
Sept ans ont passé et la Terre vit en paix. Un nouveau Tenkaichi Budokai va commencer, Son Goku va revenir du paradis pour seulement 24 heures afin d’y participer, et il est ravi à l’idée de pouvoir l’affronter. Cependant, le tournoi ne se passe pas comme prévu : le dieu Kaio Shin et son apprenti Kibito les préviennent qu’un démon du nom de Boo va bientôt se réveiller.
Il est furieux de ne pas pouvoir combattre Son Goku, mais l’accompagne quand même pour combattre les démons du sorcier Babidi. Voyant Son Goku se transformer en Super Saiyan 2 en combattant le monstre Yakon, il comprend qu’il ne fait pas le poids, et se met à élaborer intérieurement une stratégie qui lui permettra d’atteindre le même niveau que son rival.
Lors du combat entre Son Gohan et Dabra, il laisse volontairement exploser sa colère, montrant aux ennemis que, contrairement aux autres personnes présentes dans le vaisseau (Gohan, Goku et Kaio Shin), il est le seul à ne pas avoir le cœur pur et donc une proie potentielle à la magie de Babidi.

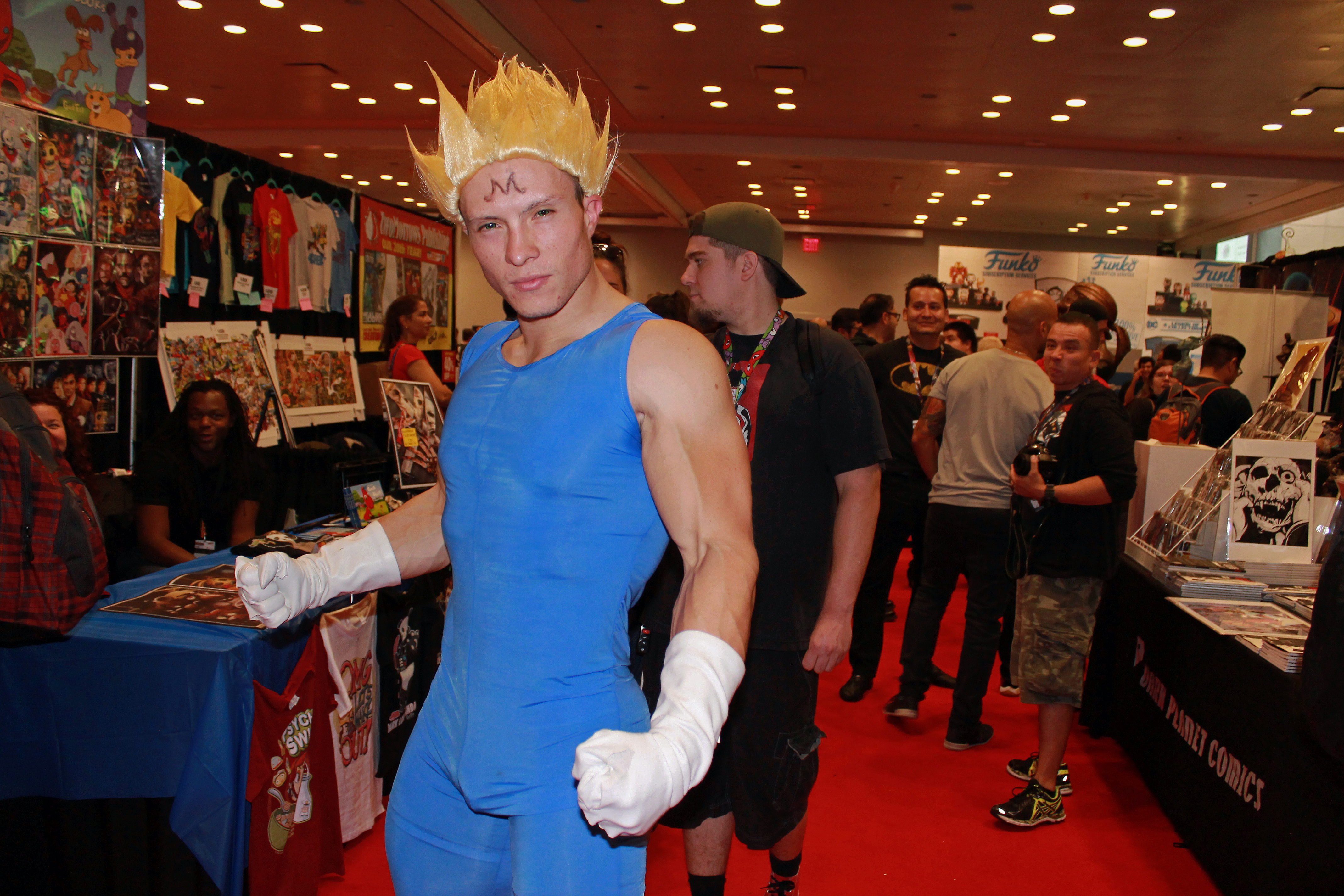
Cosplay de Majin Vegeta à la New York Comic Con 2016.

Il souhaite ainsi laisser s’exprimer son côté le plus obscur, toute cette haine qui, selon lui, donne leur force aux Super Saiyans, afin de pouvoir atteindre, voire dépasser, le niveau de puissance de Son Goku. Babidi utilisa sa magie sur lui, afin que celui-ci bénéficie d'une grande puissance, lui arborant une marque Majin sur le front, signifiant qu'il est censé être sous le contrôle de Babidi. Son immense fierté lui fait désobéir aux ordres du magicien car, pour lui, seul compte l’affrontement contre Goku,. Néanmoins, Babidi est satisfait, car il a réussi à mettre le prince des Saiyans de son côté, même s'il ne le contrôle pas complètement. Ayant attendu 7 ans pour prendre sa revanche sur son rival, le combat entre Son Goku et lui, sous la forme de Super Saiyan 2, devient extrêmement violent. Pendant le combat, il explique à son rival, les raisons pour lesquelles il s'est laissé volontairement manipuler par le magicien, se confiant à lui. C'est d'ailleurs grâce à leurs énergies respectives, que Boo finit par se réveiller. Plus tard, après que Boo ait presque tout détruit, c’est finalement lui qui imagine une tactique permettant de vaincre le monstre.
Il révèle alors avoir changé. Pour la première fois, il fait passer l’intérêt des autres avant le sien, et décide d’aller défier le puissant monstre. Après un âpre combat dans lequel il réussit à blesser Boo mais voit celui-ci se rétablir à chaque fois, il se sacrifie pour le tuer afin de sauver les siens. Il se fait exploser, balayant une large zone autour et espérant emporter son adversaire avec lui, en vain. En effet, cela n'a pas suffi pour détruire complètement Boo. Une fois Vegeta mort, le Roi Enma conserve son âme « au cas où ». Vegeta est ensuite ramené sur Terre par Baba la Voyante pour aider Son Goku à combattre Boo. Il finit par fusionner avec lui grâce aux boucles d'oreilles Potalas, afin de former un nouveau guerrier, Vegetto malgré son entêtement à le faire. Ils parviennent, une fois fusionnés, à prendre largement le dessus sur Boo qui a pourtant absorbé Gotenks, Son Gohan (devenu très puissant) et Piccolo.
Malheureusement pour Vegetto, la fusion s'achève lorsque Boo l'absorbe, mais se laisser absorber était une tactique à laquelle les deux Saiyans tenaient afin de libérer leurs enfants et Piccolo prisonniers à l'intérieur de Boo.
Leur libération lui fait perdre une partie de sa puissance, et celle du Boo qu'ils ont connu en premier, prisonnier à l'intérieur du Boo maléfique qui s'était séparé de lui, fait revenir Boo dans sa forme initiale, la plus maléfique et animale. Par la suite, la Terre est détruite par Boo et Son Gohan, Piccolo et Gotenks succombent à l'explosion. Afin d'échapper à la destruction de la Terre, Vegeta et Son Goku sont téléportes sur la planète de Kibitoshin par ce dernier avec M. Satan et Dendé, les derniers survivants de la planète afin de combattre équitablement Boo. Vegeta et Son Goku ne cessent de se disputer, tout en tentant ensemble de vaincre Boo pour sauver l’univers. Pendant ces combats, Vegeta reconnaît pour la première fois la vraie valeur de la puissance de son éternel rival. C’est finalement Vegeta qui a l’idée d’utiliser un Genki Dama constitué de l’énergie de tous les habitants de la Terre, ressuscités par les Dragon Balls, et de toutes les personnes se trouvant sur Namek, pour vaincre Boo. Vegeta sert alors d'appât afin d'attirer Boo, tandis que Son Goku se concentre afin d'accumuler le maximum d'énergie pour le Genki Dama ; c'est d'ailleurs grâce à l'aide inopinée de M. Satan incitant les Terriens à donner leur énergie, que la sphère est plus imposante que jamais.
Après avoir terrassé Boo, il perd son auréole de défunt et retrouve la vie et le gros Boo vit sur Terre, les crimes commis avant qu'il se repente et soit absorbé par sa version maléfique, ayant été effacés de la mémoire de tous. Vegeta semble passer de bons moments avec ses amis en particulier avec Boo lors d'une fête organisée chez lui par Bulma six mois plus tard.

### Bataille entre dieux
Quatre ans après la victoire sur Boo, Beerus, le Dieu de la destruction, se réveille après 39 ans d’hibernation. Ce dernier part à la rencontre de Son Goku, accompagné de Whis, après que le Poisson Oracle lui a prédit qu’un puissant guerrier se dresserait contre lui. Lorsque Beerus défait Son Goku transformé en Super Saiyan 3 en seulement deux coups, Kaio décide d’informer Vegeta de la défaite de son rival et le met en garde afin d’éviter de contrarier celui-ci.
Beerus et Whis débarquent à l’improviste sur Terre le jour de l’anniversaire de Bulma. Vegeta se souvient avoir déjà rencontré Beerus lorsqu’il n’était encore qu’un enfant car son père l’avait invité à un festin. Mais la fête tourne au cauchemar : Boo refusant de partager ses flans avec le dieu, ce dernier se met en colère et bat facilement Son Gohan et les autres, surpassés par sa puissance. Même Vegeta, contraint de l’affronter, ne fait pas le poids. Bulma gifle Beerus pour avoir gâché son anniversaire, celui-ci lui répondant de la même manière. Furieux, Vegeta se transforme en Super Saiyan et prend un léger avantage sur Beerus jusqu’à ce qu’il l’assomme. Goku revient sur Terre et demande au Dieu quelques instants de répit le temps de recueillir des informations sur le Super Saiyan Divin qu’il recherche. Invoquant Shenron, celui-ci leur raconte l’histoire de la légende. Goku décide de tenter la transformation avec ses amis, mais la première tentative échoue. Videl annonce qu’elle est enceinte et lorsqu’elle participe à la tentative de transformation, cette dernière est une réussite et Son Goku se transforme finalement en Super Saiyan Divin. Le combat entre Son Goku et Beerus fait rage et Vegeta ne peut que regarder impuissant. Son Goku sauve la Terre de la destruction en absorbant la boule d'énergie lancée par Beerus.
Épuisé et incapable de tenir encore le coup, Son Goku chute de l'espace inerte et sera sauvé de sa chute par Vegeta qui le rattrape, Beerus satisfait par son combat, décide alors de ne pas détruire la Terre, il feint de ne plus avoir d’énergie et ne détruit qu’un petit bout de roche en déclarant qu’il reviendra détruire la planète, espérant alors un nouveau combat contre Son Goku.

### La Résurrection de Freezer

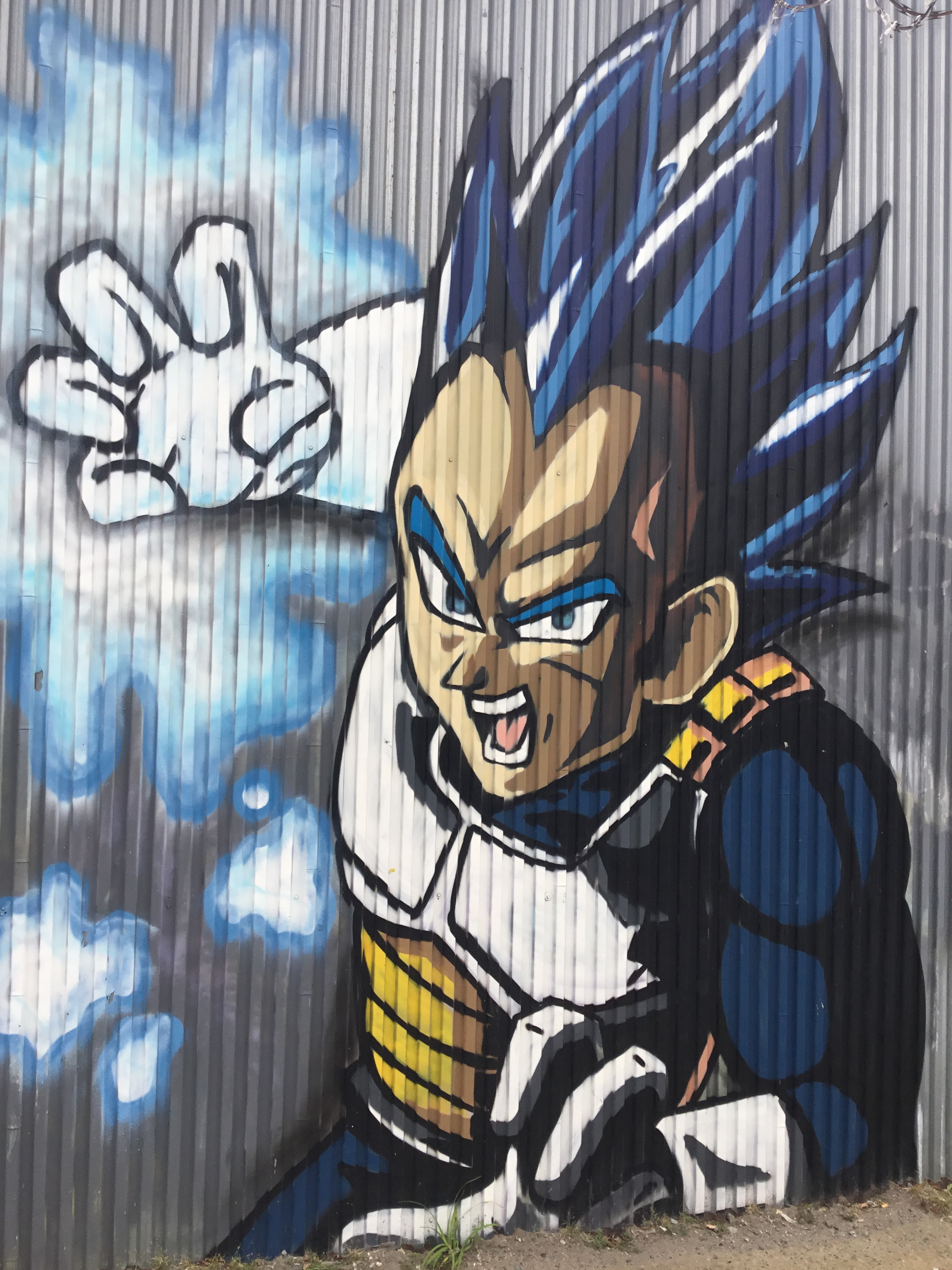
Graffiti de Vegeta en Super Saiyan Bleu à Bushwick, un quartier de New York.

Alors que deux soldats de l’armée de Freezer, Sorbet et Tagoma, sont allés sur Terre chercher les Dragon Balls dans le but de ressusciter leur maître, Vegeta s’entraîne avec Whis, en compagnie de Son Goku. Les deux guerriers ont été capables d’absorber les pouvoirs du Super Saiyan Divin lors du combat précédent contre ce dernier. Ramené à la vie, Freezer décide de se venger de Goku mais apprend par Sorbet que son ennemi s’est beaucoup amélioré et est même parvenu à éliminer Boo. Le tyran prend la décision de s’entraîner pendant quatre mois afin de préparer sa vengeance.
Une heure plus tard, il arrive sur Terre et détruit la capitale du Nord. La Dragon Team (Son Gohan, Krilin, Piccolo, Ten Shin Han et Tortue Géniale) affronte les mille hommes de son armée et les vainc sans difficulté, avec l’aide de Jaco, le patrouilleur galactique. Bulma tente de contacter Whis pour lui demander de faire venir Goku et Vegeta sur Terre ; celui-ci lui répond plus tard par télépathie. Il informe les deux guerriers de la situation et tous deux retournent sur Terre en déplacement instantané.
Son Goku se décide à affronter le tyran, ce dernier passant directement à sa forme finale, tandis que Vegeta assiste au combat. Le combat s’engage et à la grande surprise de Freezer, Goku lui résiste sans se transformer en Super Saiyan. Les deux adversaires passent alors aux choses sérieuses. Goku dévoile sa nouvelle transformation : le Super Saiyan du Super Saiyan Divin, semblable à l’apparence d’un Super Saiyan mais avec des cheveux, des yeux et une aura bleus. Freezer se transforme à son tour, mais sa peau blanche est remplacée par de l’or, se faisant appeler « Golden Freezer ». Le combat s’équilibre mais tourne à l’avantage de Freezer, jusqu’à ce que Goku découvre son point faible : en effet, Freezer n’a pas pris le temps de maîtriser sa nouvelle métamorphose et perd constamment de l’énergie. Goku reprend alors l’avantage mais Sorbet lui tire dessus avec son arme, le Saiyan ayant baissé sa garde à cause du hurlement de désespoir du tyran. Ce dernier profite de son inattention pour le torturer. Il propose à Vegeta d’achever son rival mais celui-ci refuse. Vegeta provoque alors Freezer en duel après avoir sauvé Goku et dévoile lui aussi la même transformation que son rival. Vegeta gagne facilement le combat sauf que le tyran détruit la Terre, enragé par sa défaite, et le Saiyan meurt dans l’explosion. Whis propose à Goku de réparer son erreur en remontant le temps de trois minutes et Goku achève Freezer avec un Kame Hamé Ha, sauvant la vie de Vegeta (sans que celui-ci le sache).

### Champa, le Dieu de la destruction
Alors que Vegeta et Son Goku s'entraînent ensemble sur la planète de Beerus sous la surveillance de Whis, Champa, le Dieu de la destruction de l'univers 6, accompagné de Vados, passe à l'improviste chez son frère pour lui rendre visite. Il lui propose d'organiser un tournoi entre les univers 6 et 7 sur la Planète Sans Nom, l'informant également qu'il a déjà réuni six Super Dragon Balls. Les dieux conclurent un marché : si l'univers 6 gagne le tournoi, Champa s'empare de la Terre de l'univers 7. En revanche, si l'univers 7 l'emporte, Beerus recevra les Super Dragon Balls. Vegeta ajoute une nouvelle règle au tournoi : les participants doivent passer un examen écrit. Goku et Vegeta, de leur côté, cherchent 2 combattants pour former l'équipe de 5, Beerus ayant déjà engagé quelqu'un pour l'équipe : Monaka, le «guerrier le plus fort de l'univers 7». En plus d'eux-même, les deux Saiyans recrutent Piccolo et Boo.
L'équipe de l'univers 7 fait la rencontre de l'équipe de l'univers 6 composée de Cabba, un jeune Saiyan, Frost, qui ressemble trait pour trait à Freezer, Hit, un tueur à gages craint, Magettâ, un robot de métal et Botamo. Tous les participants réussissent l'examen écrit, sauf Boo, qui s'est malheureusement endormi et est donc éliminé. Lorsque le tournoi commence, le premier combat oppose Goku à Botamo. Le Saiyan se débarrasse facilement de son adversaire puis doit affronter Frost. Ce dernier se transforme directement en sa forme finale tandis que Goku se change en Super Saiyan. Mais Frost gagne le combat, à la grande surprise de tout le monde. Lorsque c'est au tour de Piccolo de l'affronter, le Namek subit la même chose que Goku et Jaco découvre que Frost a triché, ayant caché une aiguille empoisonné dans son bras droit. L'arbitre disqualifie le combattant, mais Vegeta veut intervenir pour lui régler son compte. Frost a bien caché son jeu, et est bien comme Freezer, un être machiavélique. Vegeta s'en débarrasse facilement, puis affronte Magettâ. Lorsque le robot utilise sa lave, il prend l'avantage, mais le Saiyan le traite de "tas de ferraille", ce qui déstabilise son adversaire et il gagne le combat. Beerus découvre la preuve de la tricherie de Frost, grâce à la cicatrice sur la main de Goku, et le Saiyan peut réintégrer le tournoi. Vegeta affronte ensuite Cabba, le jeune Saiyan. Ce dernier fait jeu égal avec lui en termes de puissance normale, mais lorsque Vegeta lui propose de passer aux choses sérieuses, Cabba l'informe qu'il ne sait pas se transformer en Super Saiyan et lui demande d'enseigner cette technique. Pour l'aider à se transformer, Vegeta joue la comédie en faisant semblant de provoquer son adversaire afin de le pousser à réussir sa transformation. Vegeta assomme Cabba et gagne le combat. Mais contre Hit, le Saiyan est pris de court par celui-ci et est battu.

### Le retour de Trunks
Son fils du futur, Trunks revient dans le présent pour lui demander de l'aide et celle de Son Goku pour combattre à ses côtés, un tyran qui menace de pulvériser son monde. Vegeta, accompagné de Goku, suit Trunks dans le futur pour affronter Black Goku, le responsable du carnage du futur.
Vegeta engage directement le combat contre son adversaire mais sera défait malgré le Super Saiyan Bleu. De retour dans le présent, Vegeta retourne dans la salle de l'Esprit et du Temps pour s'entraîner. Le résultat : c'est avec une tout autre puissance qu'il affronte Black une seconde fois et qu'il lui fera mordre la poussière. Dépassé par la puissance de Vegeta, Black fusionnera avec Zamasu avec les boucles Potalas pour devenir un guerrier encore plus puissant.
Surpassés par la puissance du nouveau Zamasu, Vegeta d'abord réticent, accepte de fusionner avec Son Goku à l'aide des Potalas de Shin et font apparaître Vegetto. Malheureusement, la fusion ne dure pas longtemps à cause de l'importante énergie que nécessite le Super Saiyan Bleu une fois fusionné et Vegeta avec Son Goku sont de nouveau vaincus, mais ils aideront Trunks qui reprendra le combat, à terrasser une bonne fois pour toutes Zamasu.

### Le Tournoi du Pouvoir
Réticent de participer au tournoi organisé par le Roi Zeno parce que Bulma était sur le point de lui donner un second enfant, Vegeta refuse toute participation à l'entraînement et se préoccupe plus de la santé de son épouse et de son prochain enfant. Grâce aux pouvoirs magiques de Whis, Bulma mit au monde une fille qu'elle nomme Bra. Il accepte finalement de participer au tournoi avec neuf autres guerriers à ses côtés : Piccolo, Son Goku, Son Gohan, C-17, Krilin, C-18, Tenshinhan, Tortue Géniale et Boo qui sera finalement remplacé par Freezer.
Durant presque tout le tournoi, hormis le moment où Frost parvient à l'attaquer avec le mafūba lancé par Tortue Géniale, Vegeta n’est pas en difficulté. Il sauve Tortue Géniale des griffes de Frost et lui conseille d'abandonner sous peine de mourir d'épuisement. Il empêche également Cabba de tomber de l'arène et lui rappelle que ce dernier lui a promis de lui faire visiter la planète Sadala. Il promet à son élève de ressusciter son univers si celui-ci est effacé par les rois Zeno. Il tente d'atteindre l'Ultra Instinct initialement éveillé par Son Goku pendant son combat contre Katopesla mais perd patience et décide de se battre par ses propres moyens.
Alors qu'il ne reste finalement que l'univers 7 et 11 sur l'arène, Vegeta interfère dans le combat de Son Goku contre Jiren et attaque directement ce dernier qui le repousse. Vegeta retourne à l'attaque et prend l'ascendant sur son adversaire qui est déstabilisé. Malgré un léger avantage de Vegeta, Jiren repousse une fois de plus le Saiyan qui peine à se relever. Une fois debout, Vegeta décoche un Final Flash surpuissant mais sans effet apparent sur Jiren. Une fois de plus, le Saiyan est mis à mal par le Pride Trooper. Vegeta se remémore sa promesse faite à Cabba de ressusciter l'univers 6, et dépasse ses propres limites en brisant la coquille de son potentiel et se transforme en un Super Saiyan Bleu différent. Sous cette forme, Vegeta a une aura plus dense, une musculature plus importante et les yeux sont clairs. Cette fois, Vegeta accompagné de Son Goku transformé en Super Saiyan Bleu à l'Aura de Kaio, parvient à faire reculer Jiren et à le mettre presque en difficulté. Alors que Vegeta et Son Goku semblent avoir l'avantage contre Jiren, Vegeta est contraint d'affronter Toppo (sous sa forme de Dieu de la destruction). Le début du combat tourne en faveur de Toppo, mais Vegeta contre le pouvoir de destruction de ce dernier et met à mal Toppo en lui reprochant sévèrement d'avoir renier tout ce en quoi il croyait. Il éjecte son adversaire en ayant recours à sa technique la plus dévastatrice, la même qui lui a coûté la vie face à Boo. Alors que tout le monde pense que Vegeta a succombé, celui-ci apparaît vivant au milieu d'un immense cratère complètement vidé de ses forces, sa survie n'étant due que grâce aux pouvoirs divins qu'il possède. Vegeta reprend le combat, accompagné de C-17, de Freezer et de Son Goku, face à Jiren qui déploie son maximum. Tous sont terrassés mais sur le point d'être éjectés hors de la surface de combat, Son Goku et lui, C-17 leur sauve encore la vie mais cette fois-ci, en explosant de lui-même pour permettre d'effacer l'attaque de Jiren. Malgré l'épuisement, Vegeta se relève et passe à l'attaque, encouragé par sa femme Bulma et de tous ses compagnons. Dans l'incapacité de se transformer, Vegeta est rudement mis à mal une nouvelle fois face à son adversaire. Malgré son obstination et son obsession à vouloir protéger sa famille et tenir sa promesse envers Cabba, Végéta ne peut plus rivaliser avec Jiren.
Il est finalement éjecté de la surface de combat mais avant de chuter, il transfère le peu d'énergie qui lui reste à Son Goku. Il est remis sur pied de ses blessures par le haricot magique que Krilin lui donne et observe le combat décisif entre Jiren et Son Goku qui décidera du sort de l'univers 7.
Alors que Vermoud est persuadé que son champion va l'emporter incessamment, Vegeta se lève de son siège et lui fait remarquer que tous les Saiyans qui ont participé au Tournoi du Pouvoir ont été les seuls à avoir surpassé leurs limites et que Son Goku ne peut perdre face à Jiren. C'est alors que Son Goku vient donner raison à Vegeta en éveillant l'Ultra Instinct. Il encourage sans cesse son rival à continuer le combat et assiste à la victoire de son univers grâce aux efforts de Freezer, de Son Goku et de C-17 qui, ayant survécu à sa propre explosion, a été déclaré vainqueur du tournoi. Les Super Dragon Balls ont permis de ressusciter tous les univers effacés, à la suite du vœu formulé par C-17.
De retour chez lui, Bulma et sa fille l'accueillent chaleureusement, et organisent un grand festin. Durant cet événement, il provoque Son Goku en duel et les deux s'en vont combattre dans le désert où ils avaient mené leur tout premier combat se décidant à gagner encore plus en puissance.

## Dans d'autres médias

### Broly débarque
On retrouve Vegeta sur une île loin de la ville, où il s'entraine avec Son Goku. Il semble nourrir une certaine rancœur a l'égard de Son Goku, à la suite de la résurrection de Freezer après le Tournoi du Pouvoir, essayant de lui faire comprendre que le tyran a beau s'être battu pour l'univers 7, il reste une menace pour la Terre et ses habitants, et qu'il pourrait un jour devenir plus puissant qu'eux. Le laboratoire de Bulma est cambriolé par les hommes de Freezer et six Dragon Balls, ainsi que le Dragon Radar ont disparu.
Vegeta, Son Goku, Whis et Bulma se rendent sur le continent glacé pour récupérer la dernière Dragon Ball. À peine arrivés sur place, Freezer débarque, avec Broly et Paragus. Paragus, qui nourrit une haine sans borne au Roi Vegeta, décide de se venger de ce dernier en tuant son héritier. Broly engage les hostilités et attaque directement Vegeta. La puissance de Vegeta est cependant bien plus élevée que celle de son adversaire et domine Broly sur tous les plans.
Vegeta est cependant conscient que Broly est un adversaire peu ordinaire. À chaque fois que Vegeta lui fait mordre la poussière, il revient à la charge. Alors que Broly semble tenir bon face a Vegeta sous sa forme de Super Saiyan divin, le combat est interrompu par Son Goku qui prend la relève du prince des Saiyans.
Au bout d'un certain temps, Vegeta constate que Broly prend le dessus sur son rival, à la suite de sa transformation en Super Saiyan puissance maximum, et décide de retourner au combat en déployant le Super Saiyan Bleu. Cette fois-ci, Broly est imbattable et les deux Saiyans ont bien du mal à prendre le dessus. Son Goku se téléporte avec Vegeta auprès de Piccolo afin d'apprendre à Végéta les mouvements de la fusion, laissant Whis s'occuper de Broly pour leur faire gagner du temps.
D'abord réticent, Vegeta finit par accepter la fusion. Ce n'est, qu'à la troisième tentative, que la fusion sera un succès, et que Vegeta et Son Goku parviennent à faire apparaitre Gogeta. Gogeta parvient à maîtriser totalement Broly et à gagner le combat.

### Époque alternative

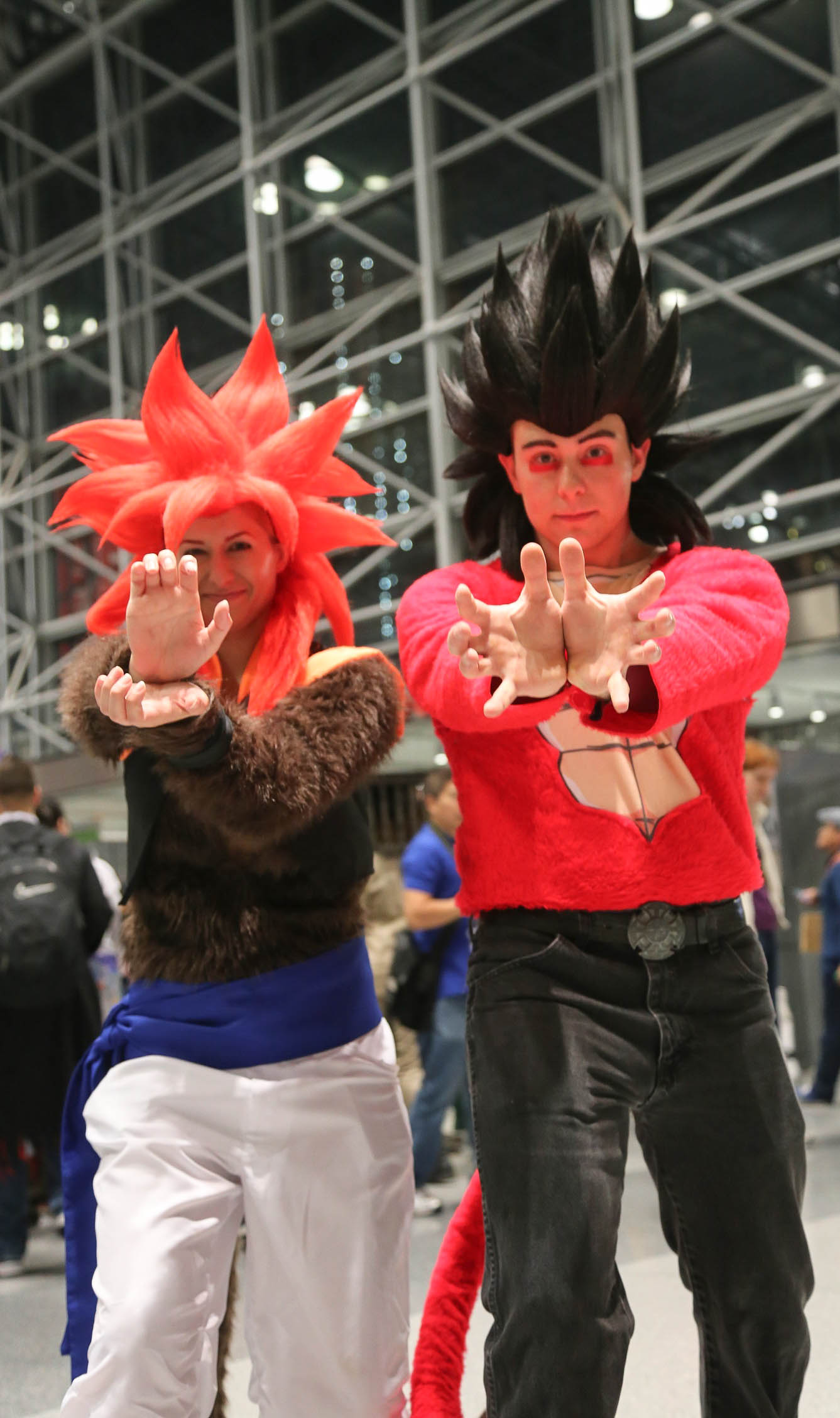
Cosplays de Gogeta et de Vegeta, tous deux en Super Saiyan 4, à la New York Comic Con 2015.

Des années après, quand Son Goku se résout à partir s’entraîner avec Oob, Vegeta est confiant : il sait que son rival reviendra.
Les années qui suivent, Vegeta mène une vie tranquille avec sa famille. Il arbore une petite moustache (qu’il coupera par la suite à la suite des remarques de sa fille, Bra), preuve de son adaptation au monde des terriens et paraît plus grand. Sa coiffure a également changé : raccourcie sur le dessus, elle ressemble moins à une coupe de Saiyan, ce qui est étonnant, car les Saiyans purs ont les cheveux qui ne poussent pas. Il semble vivre heureux, et ne manque pas de s’entraîner. Il envoie son fils, Trunks, dans l’espace pour aider Son Goku à réunir les Dragon Balls pour faire retrouver la taille perdue de son ami. Lorsque Baby apparaît sur la Terre, il doit se battre contre Gohan possédé par Baby. Il gagne le combat mais devient possédé à son tour.
Après la défaite de Baby, Vegeta devient artificiellement grâce à Bulma et son génie scientifique, un Super Saiyan de niveau 4 comme Son Goku et l'aide à combattre les dragons maléfiques issus de l'énergie négative émise des Dragon Balls : c’est en effet grâce à une machine émettrice d’ondes "Brutz", fabriquée par Bulma, qu’il pourra stimuler son Ki et atteindre un tel niveau. Durant le dernier combat contre le plus puissant des dragons, Vegeta et Goku fusionnent une dernière fois pour créer le Saiyan ultime : Gogeta, Super Saiyan de niveau 4. Hélas, Gogeta est très joueur et s’amuse tout en combattant. Il perd donc un temps précieux et la fusion s'achève alors qu’il allait lancer son attaque Big Bang Kamé Hamé Ha (la fusion ne durant que 10 minutes et non 30). Acculé devant la férocité du dragon contre laquelle Vegeta, Son Gohan ne font pas le poids, Son Goku tue finalement Li Shenron en faisant un Genki Dama avec l’énergie de tout l’univers. Après leur victoire, les Dragon Balls retrouvent leur aspect initial et se retrouvent scellées en Son Goku qui part avec Shenron vers une destination inconnue tout en faisant des adieux à ses amis.
Quelques années plus tard, Vegeta a un arrière petit-fils, Vegeta Jr, qui lui ressemble trait-pour-trait, qui affronte l'arrière petit-fils de son rival, Son Goku Jr, aux championnats d'arts martiaux nouvellement organisé.

## Description

### À propos du nom
Il porte le nom de sa planète d’origine, Vegeta dont il est le prince. Écrit en katakana, son nom vient du mot ベジタブル (Bejītaburu) raccourci en ベジータ (Bejīta). Son nom est donc en rapport avec le mot Vegetable signifiant Légume en anglais (tous les Saiyans de Dragon Ball portent des noms de légumes).

### Famille
Il est le fils du roi Vegeta. Sa mère est inconnue. Dans le film Salut ! Son Gokû et ses amis sont de retour !!, apparaît Table, son frère cadet. Avec sa femme Bulma, il a deux enfants : un garçon, Trunks, et une fille, Bra.
Arbre généalogique
|  |  |      |      |      |      |      |      |  |  |       |       |       |       | Roi Vegeta | Roi Vegeta | Roi Vegeta | Roi Vegeta | Roi Vegeta | Roi Vegeta |        |        |                 |        |  |  | Monsieur Brief | Monsieur Brief | Monsieur Brief | Monsieur Brief | Monsieur Brief | Monsieur Brief |  |  | Madame Brief | Madame Brief | Madame Brief | Madame Brief | Madame Brief | Madame Brief |
|  |  |      |      |      |      |      |      |  |  |       |       |       |       | Roi Vegeta | Roi Vegeta | Roi Vegeta | Roi Vegeta | Roi Vegeta | Roi Vegeta |        |        |                 |        |  |  | Monsieur Brief | Monsieur Brief | Monsieur Brief | Monsieur Brief | Monsieur Brief | Monsieur Brief |  |  | Madame Brief | Madame Brief | Madame Brief | Madame Brief | Madame Brief | Madame Brief |
|  |  |      |      |      |      |      |      |  |  |       |       |       |       |            |            |            |            |            |            |        |        |                 |        |  |  |                |                |                |                |                |                |  |  |              |              |              |              |              |              |
|  |  |      |      |      |      |      |      |  |  |       |       |       |       |            |            |            |            |            |            |        |        |                 |        |  |  |                |                |                |                |                |                |  |  |              |              |              |              |              |              |
|  |  | Gure | Gure | Gure | Gure | Gure | Gure |  |  | Table | Table | Table | Table | Table      | Table      |            |            | Vegeta     | Vegeta     | Vegeta | Vegeta | Vegeta          | Vegeta |  |  | Bulma          | Bulma          | Bulma          | Bulma          | Bulma          | Bulma          |  |  | Tights       | Tights       | Tights       | Tights       | Tights       | Tights       |
|  |  | Gure | Gure | Gure | Gure | Gure | Gure |  |  | Table | Table | Table | Table | Table      | Table      |            |            | Vegeta     | Vegeta     | Vegeta | Vegeta | Vegeta          | Vegeta |  |  | Bulma          | Bulma          | Bulma          | Bulma          | Bulma          | Bulma          |  |  | Tights       | Tights       | Tights       | Tights       | Tights       | Tights       |
|  |  |      |      |      |      |      |      |  |  |       |       |       |       |            |            |            |            |            |            |        |        |                 |        |  |  |                |                |                |                |                |                |  |  |              |              |              |              |              |              |
|  |  |      |      |      |      |      |      |  |  |       |       |       |       |            |            |            |            |            |            |        |        |                 |        |  |  |                |                |                |                |                |                |  |  |              |              |              |              |              |              |
|  |  |      |      |      |      |      |      |  |  |       |       |       |       |            |            |            |            | Trunks     | Trunks     | Trunks | Trunks | Trunks          | Trunks |  |  | Bra            | Bra            | Bra            | Bra            | Bra            | Bra            |  |  |              |              |              |              |              |              |
|  |  |      |      |      |      |      |      |  |  |       |       |       |       |            |            |            |            | Trunks     | Trunks     | Trunks | Trunks | Trunks          | Trunks |  |  | Bra            | Bra            | Bra            | Bra            | Bra            | Bra            |  |  |              |              |              |              |              |              |
|  |  |      |      |      |      |      |      |  |  |       |       |       |       |            |            |            |            |            |            |        |        | (3 générations) |        |  |  |                |                |                |                |                |                |  |  |              |              |              |              |              |              |
|  |  |      |      |      |      |      |      |  |  |       |       |       |       |            |            |            |            |            |            |        |        |                 |        |  |  |                |                |                |                |                |                |  |  |              |              |              |              |              |              |
|  |  |      |      |      |      |      |      |  |  |       |       |       |       |            |            |            |            |            |            |        |        | Vegeta Junior   |        |  |  |                |                |                |                |                |                |  |  |              |              |              |              |              |              |

### Physique
Vegeta est un homme de taille moyenne et trapu par rapport à d'autres Saiyans comme Son Goku. Sa taille semble avoir augmenté entre sa première apparition (au tome 18 il arrive à peine à la taille de Piccolo et Nappa, soit à peine plus grand qu'un saiba-man ou que Krilin) et les sagas suivantes (contre les cyborgs, il est à peine plus petit que Trunks, qui est presque aussi grand que Son Goku). Néanmoins, cela importe peu lors de ses fusions avec son vieux rival donnant naissance à Vegetto et Gogéta car leur taille ne semble pas plus petite que celle de Son Goku. Ses cheveux longs et redressés, ses yeux et ses sourcils sont noirs comme tous les purs Saiyans. Lorsqu’il se transforme en Super Saiyan, ils deviennent dorés comme tous les Super Saiyans et ses cheveux deviennent plus ou moins ébouriffés selon la puissance de son aura. Ses yeux deviennent quant à eux bleus puis verts. Vegeta est aussi, toujours en tant que Saiyan, très musclé, autant que Son Goku malgré sa taille inférieure, et peut augmenter son volume musculaire suivant ses transformations (on le voit énorme en Dai ni dankai au tome 32). Son regard est très sévère et aiguisé tout comme ses traits de visage. À partir de Dragon Ball GT, Vegeta se coupe les cheveux plus court. Il essaiera même de porter la moustache mais il la rasera à la suite des remarques de sa fille. Il arbore aussi de nombreuses cicatrices sur tout le corps sauf le visage, témoignant de sa vie de guerrier. Mais celles-ci disparaissent lorsque son corps est reconstitué lors de sa seconde résurrection. Pour finir, on remarque que par moments ses veines sont très saillantes en combat.
Pour combattre il s’habille du début de la série jusqu’à la fin de la saga Cell avec les tenues de combat Saiyannes traditionnelles, à savoir un justaucorps bleu, une armure blanche très souple et résistante aux chocs protégeant son buste ainsi que des gants et des bottes blanches présentant les mêmes caractéristiques. Jusqu’au milieu de la saga Namek, son armure sera dotée d’épaulettes marrons. Ces dernières disparaîtront car il portera un autre modèle d’armure par la suite. Pendant la saga Boo, il se battra avec le même ensemble mais sans l’armure de corps. Dans Dragon Ball GT, il combattra avec des habits plus humains. Ce sera très souvent un pantalon moulant bleu probablement en cuir, un débardeur rouge, une ceinture et des bottes de combat noires semblables à celle de Son Goku.
Pour parler de ces vêtements de tous les jours, on le voit en pantalon beige ample assez chic avec un T-shirt rose sur lequel est écrit « BADMAN » et des baskets au début de la saga Cell. Mais ce sont des vêtements qu’il mettra à contre cœur sur l’insistance de Bulma. Lorsqu’il s’entraîne, il est souvent torse nu, ne portant qu’un short moulant foncé. Entre ses sessions d’entraînement, il enfile un débardeur de couleur claire et un large pantalon de survêtement. À la fin de la saga Cell, on le voit porter un large pantalon beige (celui qu’il portait au début de la saga), des chaussures de ville noires, un débardeur et une épaisse veste en cuir noire ce qui constitue probablement sa tenue de prédilection.

### Personnalité
Vegeta est un Saiyan « pur sang », les plus puissants guerriers de l’univers. Il est le prince des Saiyan, élevé sur la planète mère de son peuple qui porte le même nom que leur roi : Vegeta. Par conséquent, il se doit de représenter au mieux son espèce. Il est extrêmement fier et obsédé par le combat. Ce qu’il aime par-dessus tout, bien plus que le simple plaisir de la victoire, est d'écraser et ridiculiser ses adversaires. Mais cela ne l’empêche pas d’aimer le défi. Depuis son enfance, il est particulièrement fort, même pour un Saiyan et son père n’avait de cesse de lui répéter qu’il était le Saiyan millénaire et qu’il deviendrait un jour le numéro un, accentuant encore plus son orgueil.
Puis vint Freezer, le plus puissant et le plus grand tyran de l’univers qui plaça sous son joug tout son peuple. Toute sa jeunesse, le prince impuissant refoula sa rage à l’égard de la main de fer de ce dernier qui réduisait à néant l’honneur des fiers guerriers. Lorsque Freezer détruisit finalement sa planète natale, il se fixa comme objectif de l’éliminer un jour pour venger son peuple et prendre sa place en tant que maître de l’univers. Pendant encore de longues années, les très rares Saiyans survivants dont il faisait partie continuèrent de servir Freezer sous la menace. Vegeta obéit et attendit patiemment son heure. En l'affrontant sur Namek, Vegeta se rendit compte que Freezer était bien plus fort que lui et la peur l'envahit. Il l'affronta tout de même mais se fit tuer par Freezer. C’est alors son vieux rival Son Goku, dernier représentant connu de la race des Saiyans, qui parvint à venger ses ancêtres.
Après la mort de Freezer, Vegeta ne sait plus où poursuivre sa vie. Il a l’occasion une fois sur Terre d’être hébergé par Bulma, sa future femme. Et c’est alors qu’une nouvelle vie commence pour lui, le changeant très progressivement. Il prend goût à la vie terrienne et se remet lentement en question. Il s’adoucit et réussit même à avoir une famille qu’il parviendra à aimer avec le temps. Il arrive même peu à peu à apprécier ses anciens ennemis dont Son Goku, de qui il restera cependant encore jaloux très longtemps. Dans les derniers chapitres du manga, il est totalement métamorphosé mais il garde toujours en lui une immense fierté et un certain caractère rugueux, impulsif et sévère. Il se sacrifie même pour tuer Boo afin de sauver les siens, en vain.
Finalement, après avoir été quelqu’un de mauvais, Vegeta a su évoluer et est devenu une personne au bon cœur. Mais il ne fera que rarement montrer sa fierté[pas clair], ajoutant à la complexité de sa personnalité. Il restera toujours dans son âme le prince des Saiyan.
Bien qu'il soit un fier guerrier, on peut noter certaines qualités chez Vegeta. C'est un homme sensible. Il le montre lorsqu'il est en larmes, comme son impuissance lors de son combat face à Freezer sur Namek ou lorsqu'il supplie Son Goku d'éliminer le tyran. Même s'il ne montre pas toujours ses sentiments (vis-à-vis de sa famille et de ses amis), il les exprime à sa manière. Contrairement à son rival, il prend son rôle de père très au sérieux, comme lorsqu'il entraîne son jeune fils dans la salle de gravité, lui promettant de l'emmener au parc d'attractions s'il réussit à le toucher (il tient sa promesse dans un épisode de Dragon Ball Super), ou bien entraînant son fils du futur. C'est aussi un mari très protecteur envers Bulma, car il ne supporte pas que n'importe qui porte la main sur cette dernière (comme Beerus dans le film Dragon Ball Z : Battle of Gods) et refuse de l'abandonner lorsqu'elle est enceinte de sa fille (arc Tournoi du Pouvoir dans Dragon Ball Super).
Dans Dragon Ball Super, Vegeta, malgré sa fierté, son orgueil et son arrogance, a maintenant le coeur presque aussi pur que celui de son rival Son Goku. Leur rivalité les rapproche davantage, devenant ainsi amicale. Le Saiyan devient également très proche de son fils du futur, lorsqu'il se bat à ses côtés contre Black Goku et Zamasu. Vegeta accepte même de vivre en sociabilité avec les amis de sa famille. Il démontre également avoir un profond mépris envers ceux qui abandonnent leur propre fierté juste pour le pouvoir, comme avec Toppo, qu'il bat sans pitié tout en le qualifiant de perdant, incapable de protéger sa propre fierté.
Vegeta a beau être un combattant hors-pair, mais s'il y a bien une chose qu'il déteste, c'est être aidé ou recevoir de l'aide. Tout comme son rival Goku, il préfère se battre en solitaire, même s'il doit mourir, car il préfère cela qu'être aidé. Cependant, il va corriger ce défaut au fur et à mesure de la série. Bien qu'il n'aime pas travailler en équipe, il met parfois sa fierté de côté pour combattre un adversaire qu'il ne peut vaincre seul (avec Trunks face à Zamasu et Black Goku, avec Goku face à Jiren lors du Tournoi du Pouvoir). Par ailleurs, lorsque Whis entraîne Son Goku et lui sur la planète de Beerus, c'est justement pour pousser les deux Saiyans à travailler en équipe, surtout s'ils sont face à un adversaire qu'ils ne peuvent battre seuls (comme face à Jiren durant le Tournoi du Pouvoir dans Dragon Ball Super par exemple).
Malgré son tempérament fier et orgueilleux de pur Saiyan, il y a tout de même une chose qui effraie Vegeta. De la même manière que Goku a une phobie des piqures, Vegeta a une peur bleue des vers. Lorsque tous deux sont à la recherche de leurs amis dans le corps de Boo, ils croisent une famille de vers. Terrorisé à leur vue, Vegeta va jusqu'à se cacher derrière Son Goku.

#### La rivalité entre Vegeta et Son Goku

##### Leur puissance
Vegeta, le fier prince des Saiyans, se doit, selon lui, en tant que tel d'être le plus fort, et chacune des puissances supérieures à la sienne le frustrera terriblement. Son Goku se révélera vite être son rival numéro un, après son humiliante défaite face à ce dernier, lors de sa première venue sur Terre. Son Goku constituera même pour lui une véritable obsession. Le fait que Son Goku soit aussi Saiyan attisera d'autant plus sa haine. Cependant, malgré ses efforts acharnés, il restera moins fort que lui presque toute la série. Les seuls moments où il surpassera Son Goku sont durant sa jeunesse (avant qu'il ne rencontre Son Goku pour la première fois) et du début de la saga des cyborgs jusqu'à sa défaite contre Cell. Il devient aussi temporairement plus fort que Goku au début de la série Dragon Ball Super où, après que Beerus ait frappé Bulma, il entre dans une rare colère et arrive à asséner plusieurs coups à Beerus, chose que Son Goku n'a pas réussi à faire même en Super Sayan 3. Ils seront aussi d'une force équivalente en Super Saiyan 2 dans la saga Boo, mais Son Goku est capable de passer en Super Saiyan 3. Il ne pourra jamais rivaliser avec Son Goku dans la série originale. Cependant, dans Dragon Ball GT, il rivalise finalement avec Son Goku lorsque ce dernier et lui sont en Super Saiyan 4 où ils sont de force égale. Lors de l'entraînement de Goku et lui donné par Whis, ce dernier leur dit qu'ils ont un niveau quasi identique, la différence entre les deux se situant surtout sur leur manière de combattre : il réfléchit trop en combat, ce qui empêche son Ki de s'exprimer pleinement, alors qu'à l'inverse, Goku ne réfléchit pas assez, laissant son instinct prendre le dessus et pouvant le pousser à l'erreur.

##### Leur style de combat
Son Goku et lui sont de la même planète, mais pas de la même école. Alors que le premier a appris à se battre parmi l'élite du peuple Saiyan sur la planète Vegeta, le second a grandi sur Terre et a été formé initialement par l'école des tortues sous la tutelle de Kamé Sennin. Leurs postures, leurs mouvements, leurs techniques, leurs stratégies et leurs mentalités en combat sont donc bien différentes.
Il est assez autodidacte et sait manier des techniques surpuissantes et uniques sur Terre comme le Garrick Cannon, le Big Bang ou le Final Flash, alors que Son Goku utilise des techniques plus communes utilisées par la plupart de ses compagnons de la même école. Il apprendra tout de même les redoutables secrets du maître Kaio du Nord qui sont le Kaio Ken et le Genki Dama. Il apprendra aussi le déplacement instantané après un bref séjour sur la planète Yardrat. Il est aussi capable de faire des combinaisons géniales, et il a le don de savoir manipuler différemment des techniques banales les rendant uniques et surprenantes.
Dans un combat, il est quelqu'un de très intelligent, stratégiquement parlant. Même battu, il garde ou regagne vite son sang froid et reste constamment dangereux. Lorsqu'il fait face à de vrais défis, il ne se laisse pas impressionner et se donne à 100 % dès le début avec une violence inouïe, surprenant parfois son adversaire. Son Goku, quant à lui, n'a peut être pas son intelligence stratégique, ce qui le rend parfois inconstant et maladroit, mais il compense par une certaine part de génie en combat. Tous les deux sont assez imprévisibles.
Pour finir, leur mentalité en combat est très différente voire totalement opposée. Il tire beaucoup plus de satisfaction en combat à écraser et à ridiculiser ses adversaires qu'à combattre. La victoire est son unique objectif final et sa mentalité est purement guerrière. Il s'autorise tous les coups bas possibles, n'hésite pas à achever ses opposants, et refuse catégoriquement toute sorte d'aide, même en danger de mort. Il n'hésite pas non plus à jouer avec ses adversaires, quand ceux-ci sont trop faibles. En somme, son honneur passe avant sa vie et il a l'âme d'un authentique guerrier Saiyan. Son Goku est, quant à lui, bien plus intéressé par le combat en lui-même. Contrairement à son rival, il se bat plus contre ses limites que contre son adversaire à qui il porte toujours une certaine forme de respect. Il ne tue ses ennemis que lorsqu'il en est vraiment contraint, et fait parfois preuve d'une grande compassion envers ses rares victimes. Lorsqu'il combat, il puise une partie de sa force dans son égo sur-dimensionné, de son absence totale de sentiment, de sa haine et de la rage qu'il porte envers ceux qui lui sont supérieurs. Son Goku le fait grâce à ses valeurs humaines, son cœur immense et tout l'amour qu'il porte à ses proches.

##### Leur caractère
Leurs caractères sont très différents. Il est extrêmement fier et arrogant, et son attitude est constamment méprisante et hargneuse. Il est froid, rustre, peu loquace, agressif voire violent par moments. Il est aussi très rustique dans sa vie de tous les jours, et c'est un éternel solitaire, se voulant toujours indépendant et ne voulant jamais rien devoir à qui que ce soit. Au début, il a un véritable cœur de pierre, mais ceci évoluera tout comme sa mentalité en général, grâce à sa famille et à de douloureuses remises en question. Ces objectifs initiaux obsédants (devenir le numéro un, battre Son Goku, etc.) et ses valeurs changeront progressivement en conséquence sur certains points. Malgré son côté froid et méprisant, il porte au fond de lui un grand amour à sa famille, Bulma et Trunks, mais qu'il cachera, estimant que ce genre de sentiment n'est pas digne d'un prince Saiyan. Il atteint des colères incroyables quand quelqu'un porte la main sur Bulma, et apporte une grande importance à transmettre sa culture et sa fierté de guerrier Saiyan à son fils Trunks, parfois avec des méthodes difficiles, mais nécessaires selon lui. Son Goku, bien que fier, est quelqu'un de très humble. Il est bien plus doux, bavard et sociable que son congénère, mais est cependant très naïf. Son Goku est aussi assez rustique au quotidien, mais moins. Avec le temps, il changera très peu, mais gagnera cependant en maturité.
Depuis sa première défaite face à Son Goku, il le haïra au plus haut point. Presque pendant toute la série, il essayera de le dépasser pour prendre sa revanche. Il n'a aucune forme de respect envers Son Goku au début, mais ceci changera également. À la fin de la série, il semble qu'ils soient devenus meilleurs amis, même s'il rêvera toujours de battre Son Goku et continuera à s'entraîner dans cet objectif. De manière remarquable, il est le seul personnage à appeler Son Goku de son nom de saiyan, Kakarot.
Son Goku, quant à lui, porte un regard plus intéressé et peut être amusé envers lui. Il le déteste pour sa cruauté, mais il respecte ses qualités de combattant et quelques-uns des aspects de sa mentalité de pur Saiyan (son sens de l'honneur et sa détermination par exemple).

##### Leur coopération
S'il y a bien une chose sur laquelle les deux Saiyans sont d'accord, c'est le refus de coopérer ensemble. En effet, Son Goku et lui préfèrent combattre leurs ennemis seuls. Cependant, dans la plupart des combats, ils n'ont pas d'autres choix que d'unir leurs forces en fusionnant (en Gogeta face à Janemba dans le film Dragon Ball Z : Fusions ou Broly dans le film Dragon Ball Super: Broly ; en Vegetto face à Boo dans Dragon Ball Z, voire Dragon Ball Z Kai ou Zamasu dans Dragon Ball Super). Lorsqu'ils s'entraînent ensemble avec Whis sur la planète de Beerus, celui-ci les pousse justement à travailler en équipe, afin qu'ils augmentent leurs chances de victoire, s'ils sont confrontés à un adversaire qu'ils ne peuvent battre seuls. Et c'est durant le Tournoi du Pouvoir, que les deux Saiyans réussissent à coopérer, en affrontant Jiren, puis Broly dans le film de la série Dragon Ball Super.

### Métamorphoses

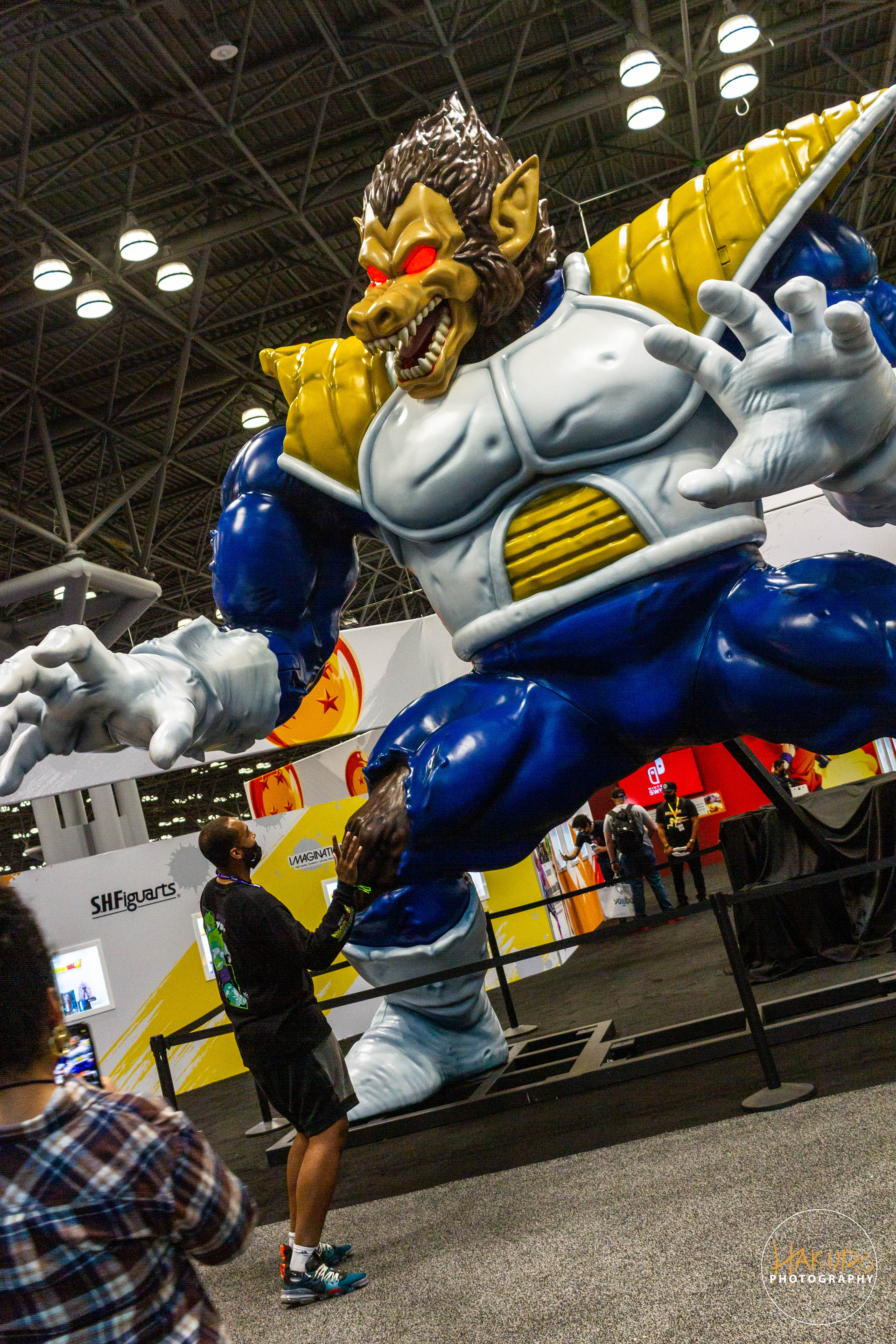
Sculpture grandeur nature de Vegeta en Ozaru à la New York Comic Con 2021.

Vegeta évolue et se transforme au rythme des combats et de ses adversaires.
- Gorille géant : Un pouvoir bien particulier utilisé par les Saiyans. Ce pouvoir leur permet de se transformer en gorille géant et ainsi augmenter leur force. Pour ce faire, le Saiyan doit se contenter de regarder fixement la pleine lune et les ondes appelées « Blutz » perçues par les yeux sont alors envoyées à la queue qui provoque la transformation. La puissance du Saiyan, une fois transformé, est alors multipliée par 10. Vegeta a créé une orbe d'énergie et l'a projetée en direction du ciel afin de reproduire la lune. Une fois transformé, Vegeta se montre capable de parler et de raisonner. Ce n'est que grâce à l'intervention in-extremis de Yajirobé, que Vegeta perdit sa transformation et par conséquent, sa queue.
  - Gorille géant doré : La transformation de Vegeta en Gorille géant mais à la fourrure entièrement dorée. Cette transformation est exclusive à Dragon Ball GT. Vegeta demande à Bulma de projeter sur lui, les Ondes Blutz afin de le transformer en Gorille géant. Devenu incontrôlable au départ, il parvient peu après à retrouver ses esprits et à devenir un Super Saiyan 4.
- Super Saiyan : Deuxième métamorphose du personnage qu’il atteint péniblement après un long entrainement après que son fils Trunks, venu du futur, a averti tout le monde de l'arrivée des cyborgs qui vont ravager le monde. C’est surtout grâce à sa frustration de ne pas parvenir à égaler Son Goku et à la haine qu’il lui porte qu’il parvient à se transformer. En effet seule la colère permet à un Saiyan de devenir super Saiyan. Sous cette forme, sa puissance, sa vitesse et sa violence sont multipliés mais il garde une apparence assez similaire. Seuls changements physiques notables : ses cheveux sont un peu plus dressés et ont une couleur jaune vif. Ses yeux deviennent verts et sa masse musculaire augmente légèrement. Son aura devient dorée. Mis à part Trunks (futur), il est le second Saiyan après Son Goku à devenir Super Saiyan.
  - Développement musculaire niveau 1 ou Super Vegeta : C’est ainsi qu’il se sur-nomme lorsqu’il parvient à maîtriser ce niveau supérieur à celui de Super Saiyan. Il l'atteint après son entrainement dans la Salle de l’Esprit et du Temps afin de contrer les plans de Cell. Sous cette forme, sa masse musculaire se développe beaucoup augmentant sa puissance en dépit d’une légère baisse de vitesse (comme pour Super Trunks). Il a bien conscience des handicaps de cette transformation. C’est pourquoi, il ne montera pas à un niveau supérieur, contrairement à Trunks (futur) qui ignore ces problèmes. Changements physiques notables : les mêmes qu’en simple Super Saiyan mais avec une forte musculature, une aura plus grande et des cheveux plus hirsutes. Vegeta utilisera cette forme contre Cell en seconde forme et le battra facilement. Mais lorsque Cell atteindra sa forme finale, il sera vaincu. Super Vegeta est par ailleurs capable d’exécuter de terribles techniques telles que le Final Flash. Il est le premier avec Trunks (futur) à atteindre ce stade, qui n’est surtout pas à confondre avec celui de Super Saiyan 2.
  - Développement musculaire niveau 2 : On ne voit pas Vegeta atteindre ce stade mais il est supposé qu’il en serait capable face à Cell. Il ne se serait pas transformé car il connaissait les problèmes liés à cette métamorphose. En effet, cette dernière développe une force phénoménale mais consomme énormément d’énergie et fait perdre beaucoup de vitesse rendant le combattant incapable de toucher son adversaire. Trunks en fait la dure expérience en échouant contre Cell en forme finale. Changements physiques notables sous cette forme : les mêmes qu'au stade précédent mais la masse musculaire devient énorme voire disproportionnée. L’aura est extrêmement grande et puissante et les cheveux se dressent en une multitudes de pics. À ne toujours pas confondre avec le Super Saiyan 2. Son Goku apprendra le jour suivant à maîtriser cette technique mais découvrira vite son inutilité et changera son mode d'entrainement en conséquences avec son fils.
- Super Saiyan 2 : Son Gohan est le premier à atteindre cette forme à la fin de la saga Cell, bien plus puissante que le Super Saiyan classique et sans handicap notable. Une fois Cell vaincu par ce dernier, 7 ans passeront et Vegeta s’entrainera durement. Il atteint ce stade pendant la période des sept ans à travers un entrainement long et difficile. Changements physiques notables : par rapport au Super Saiyan classique, la musculature est légèrement plus importante et plus sculptée. L'aura est plus présente et des éclairs parcourent le corps du Saiyan. Notons que Son Goku a probablement atteint ce stade avant lui durant ces 7 ans.
  - Majin : Majin précède le nom de ceux qui se sont fait manipuler par Babidi. En effet, ce sorcier qui fait son apparition dans la saga Boo a le redoutable pouvoir de prendre le contrôle de n'importe quel être en manipulant son vice. Il le fait par ailleurs grandir rendant son hôte maléfique. Seuls ceux qui ne possèdent pas de vice sont protégés de Babidi. Vegeta sera donc pour lui une parfaite victime et deviendra alors un Majin Vegeta. Il ne semble pas que la possession en elle-même augmente la puissance de la personne visée mais Babidi en profite généralement une fois sa cible contrôlée pour libérer sa force potentielle. C'est d'ailleurs pourquoi Vegeta se laissera manipuler, afin d'être en mesure de défier Son Goku qui, d'après lui, ne fait que le fuir. Sous cette forme, Vegeta a les mêmes caractéristiques physiques propres à chaque transformation. Les seules différences sont qu'il porte le signe M de Majin sur son front et que sa musculature est encore plus saillante qu'en Super Saiyan 2. Ses veines sont également très visibles. Cependant, grâce à son mental d'acier et à son orgueil hors du commun, le prince des Saiyans refusera tous les ordres de Babidi, n'étant intéressé que par son duel avec Son Goku.
- Super Saiyan 3 : Vegeta n'atteint apparemment jamais ce stade que seul Son Goku maîtrisera depuis le début de la saga Boo. Gotenks, la fusion de Trunks et Son Goten, peut également le devenir depuis le milieu de la saga. Vegeta passera directement du Super Saiyan 2 au Super Saiyan 4 dans Dragon Ball GT. On peut quand même le voir sous cette forme dans les jeux vidéo Dragon Ball: Raging Blast et Dragon Ball: Raging Blast 2. Le Super Saiyan 3 est bien plus puissant que le Super Saiyan 2. Signes physiques particuliers par rapport au Super Saiyan 2 : les cheveux deviennent très épais, très longs et tombent dans le dos et les sourcils disparaissent. L'aura est de même nature mais est bien plus grande. La transformation apparaît une nouvelle fois dans Super Dragon Ball Heroes. Akira Toriyama révèle qu'il n'a jamais dessiné Végéta en Super Saiyan 3 par manque de temps et d'argent, car animer ce type de transformation coûte à la production du dessin animé plus cher et prend beaucoup de temps[15]. Cependant, Vegeta atteindra cette forme dans Dragon Ball Daima. Il arrive à maintenir cette transformation, et ce malgré le fait que son corps soit enfant.
- Super Saiyan 4 : Le stade ultime des Saiyans et le plus puissant. Dans Dragon Ball GT, Vegeta parvient peu après Son Goku à atteindre ce stade grâce à une machine émettrice d'ondes Brutz créée par Bulma pour le transformer en Gorille géant doré. Son Goku et Vegeta sont les seuls à atteindre ce niveau. Signes physiques particuliers : les Super Saiyans 4 retrouvent leur queue originelle et une fine fourrure rouge recouvre leur corps à l'exception de la tête, des mains et de leur torse saillant. Leur cheveux redeviennent noirs et retombent en partie devant leurs épaules. Leurs sourcils redeviennent aussi noirs et leurs yeux, désormais bordés d'une fine bande rouge, deviennent verts/jaunes.
- Super Saiyan divin : il l'utilise contre Black Goku lors de l'arc Trunks du futur dans le manga. Clairement inférieurs à leurs opposants, Son Goku et Vegeta retournent à leur époque en profitant d'une diversion de Trunks. Son Goku va apprendre le mafuba auprès de Kamé Sennin pour sceller Zamasu, tandis que Vegeta part s'entraîner dans la salle de l'Esprit et du Temps. Lors de leur retour dans le futur dévasté de Trunks, Vegeta affronte et domine Black Goku avec le Super Saiyan Divin, pourtant inférieur au Super Saiyan Rosé de ce dernier, utilisant ce stade durant les phases de défense et de déplacement, en passant au stade supérieur lors des attaques. En effet, ce stade est bien moins énergivore que le Super Saiyan Bleu (non maîtrisé), un peu à l'image des Super Saiyan 2 et 3. Il reprend cette forme dans le film Dragon Ball Super: Broly.
  - Super Saiyan divin Super Saiyan (renommé Super Saiyan Bleu) : Son Goku et Vegeta atteignent cette forme dans le film Dragon Ball Z : La Résurrection de ‘F’ après s'être entraîné avec Whis et Beerus. Vegeta passe directement en Super Saiyan Bleu sans passer par le Super Saiyan Divin dans l'anime. On revoit cette transformation dans l'anime Dragon Ball Super. Dans le manga, il parvient peu de temps après Goku à maîtriser ce stade, ce qui le place plus ou moins au même niveau que son ami et rival, selon les dires de Whis.
    -  Super Saiyan divin Super Saiyan évolué (Super Saiyan Bleu évolué) : c’est le stade qu’atteint Vegeta durant son combat contre Jiren. Il est beaucoup plus puissant sous cette forme que sous la forme de Super Saiyan Bleu ou Super Saiyan Bleu à l'Aura de Kaio x20. Sa musculature devient imposante, une veine est visible sur son front, ses yeux et ses cheveux deviennent bleu-foncés avec l’apparition d’étincelles autour de son aura qui est semblable à celle de l’Ultra Instinct de Son Goku.
    - Ultra Ego : il s'agit de la forme d'Hakaishin obtenue par Vegeta après avoir été entrainé par Beerus en personne à l'utilisation du Hakai. À l'inverse de l'Ultra Instinct, Vegeta se laisse volontairement touché par son adversaire afin de devenir encore plus fort. Selon les dires du Saiyan, cette transformation ne connait aucune limite en termes de puissance. Lors de sa première transformation, il parvient sans mal a surpassé Granolah lors de leur premier affrontement.

### Tenues de combat

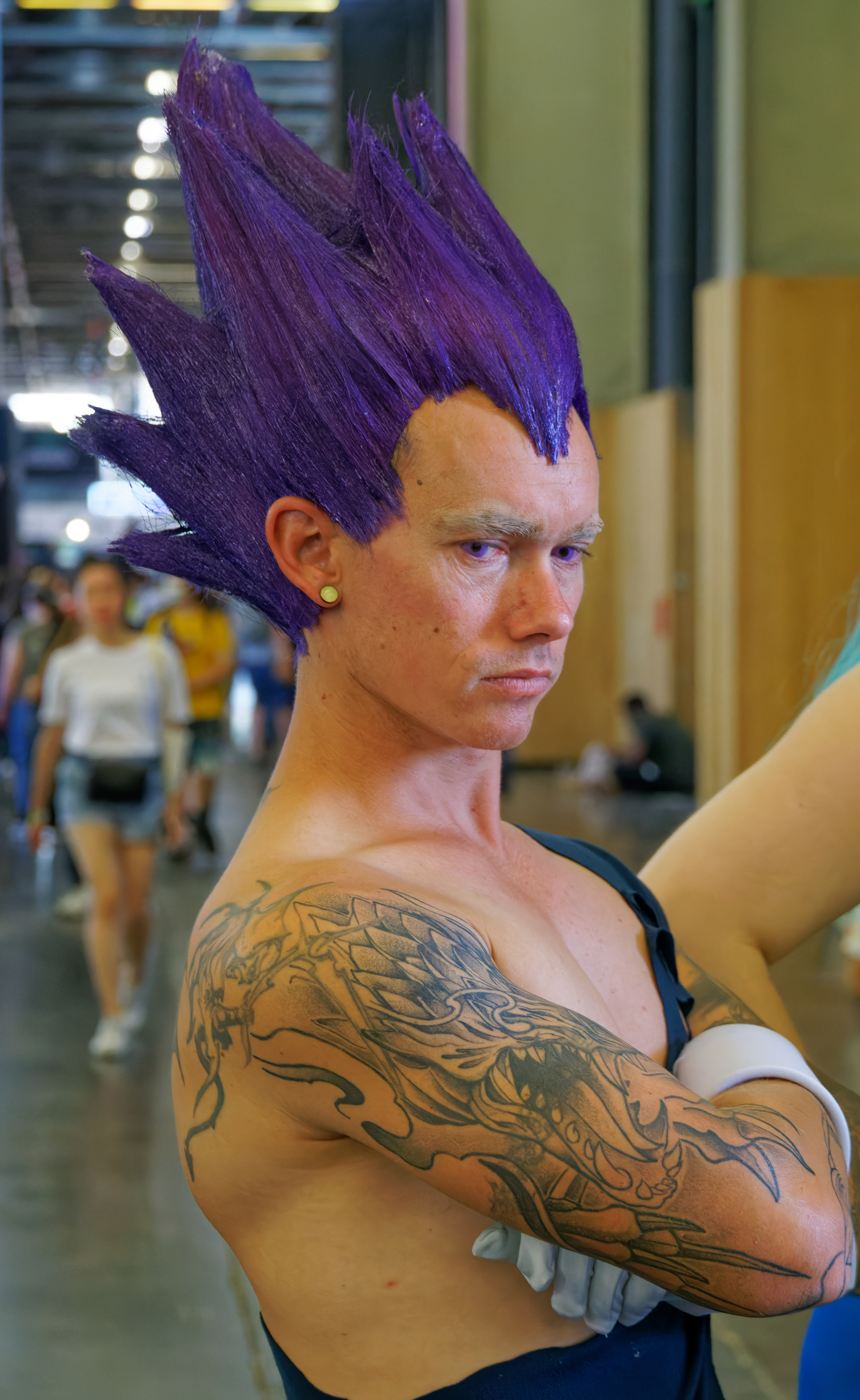
Cosplay de Vegeta en Ultra Ego à la Japan Expo 2022, en Île-de-France.

Aux cours de ses différentes apparitions, Vegeta a arboré un grand nombre de tenues de combat. Il apparaît essentiellement avec différentes tenues de combats Saiyan jusqu'à l'arrivée de Cell. Lors des événements de Majin Boo, il apparait avec une tenue légère sans armure. Lors de l'arrivée de Beerus, il reprend de nouveau la tenue de combat qu'il portait lors de son affrontement contre Cell et arbore ensuite une toute nouvelle tenue avec un nouveau style d'armure. Il reprend ensuite la tenue qu'il portait lors des évènements de Cell, à partir de la lutte contre Black Goku, jusqu'à la fin du Tournoi du pouvoir.
Aux cours de ses apparitions Vegeta n'est habillé en Terrien qu'à très peu de reprises ; lors de l'arrivée sur Terre de Freezer après les événements de Namek où Vegeta est habillé d'une chemisette rose et d'un pantalon jaune, lors d'une sortie familiale où il est vêtu encore d'une chemisette bleue et d'un simple pantalon beige et lors d'un événement rassemblant des inventeurs où il est habillé d'un costume bordeau et d'une cravate.
Après sa défaite face a Moro, Végéta part sur Yardrat pour s’entraîner. Il portera tout le long de son entrainement la tenue propre au peuple de Yardrat.

### Techniques
- Big Bang Attack
- Buku Jutsu
- Chō bakuretsu ma-ha
- Final Flash
- Final Impact
- Final Shine Attack (dans Dragon Ball GT)
- Garrick Cannon
- Kienzan
- Kikoha
- Power Ball
- Fission de l'esprit (dans Dragon Ball Super)
- Hakaï

### Puissance
(mai 2023).
- Si vous ne connaissez pas le sujet, laissez ce bandeau (vous pouvez alors contacter les auteurs).
- Si vous supprimez le contenu mis en cause (vous pouvez préalablement contacter les auteurs),

argumentez précisément cette suppression dans la page de discussion
(un manque de référence n'est pas un argument ; une recherche réelle de référence doit avoir été effectuée, être formellement documentée).
En absence de chiffres certains, nous partirons donc du principe qu’à chaque fois qu’il frôlera la mort, sa puissance augmentera de 33 %. Mais l'augmentation de la puissance d'un Saiyan frôlant la mort reste un mystère dans le mesure où cette augmentation semble très variable par moments. Tous les chiffres avancés ci-dessous viennent de sources précises dans le manga et l’anime ou seront calculées à partir de ces dernières.
Première venue sur Terre
- Durant son combat contre Son Goku, sa puissance maximale serait de 18 000[16] selon les déclarations futures de Dodoria dans la saga Namek.
- Puissance en singe géant : d’après les déclarations de Son Goku, plus que la puissance dégagée par le quintuple Kaio Ken soit 180 000[17],[18].

Sur Namek
- Après avoir frôlé la mort sur Terre, 24 000[19],[20] d’après le détecteur de Zabon lors de son combat contre Kiwi.
- Il frôle la mort après sa première confrontation contre Zabon. Sa puissance se situe à 30 000 lors de sa seconde confrontation avec ce dernier. Le détecteur de Jeece affiche d’ailleurs 30 000 lorsque Vegeta combat Reacum[16],[21],[22].
- Il frôle encore la mort après le combat contre Reacum. Sa puissance est de 60 000[16] quand il parvient difficilement à bloquer Freezer en première forme, ce qui permet de douter de la cohérence du fait que Freezer est à ses 530 000 annoncés en première forme.
- Vegeta demande à Krilin de le frapper à mort pour encore augmenter sa puissance. Après cela, il deviendrait apparemment plus fort que Piccolo fusionné avec Nail et peut-être Son Gohan car il voit un mouvement de Freezer que tous les autres n’ont pas vu. La puissance de Piccolo à ce moment est de 1 000 000[16] (plus de 100 000 selon le manga et l'anime[NB 9]) puisqu’il a battu Freezer en seconde forme qui disait être à plus de 1 000 000[23],[24] (100 000 selon le manga et l'anime[NB 9]). Vegeta doit donc défier Freezer une nouvelle fois avec une puissance proche de 1 100 000[25] (120 000 selon le manga et l'anime[NB 9]), sans dépasser ce chiffre puisque Son Goku, selon Freezer, serait le seul à dépasser la puissance de Ginyu, qui est à 120 000[16],[26] selon les déclarations de Jeese.
- Vegeta est tué par Freezer et ressuscité par les Dragon Balls. Il devient alors plus fort que Son Gohan à la fin de la saga car il le bat dans un court combat une fois sur Terre (alors que Son Gohan mettait à mal Freezer en 3e forme).

Contre les Cyborgs et Cell
Il est inutile à ce stade de chiffrer les puissances car plus aucune valeur n’est donnée et Vegeta s’entraine beaucoup. Nous pouvons simplement essayer d’établir un classement de puissances :
- À l’arrivée de Freezer et de son père sur Terre, Vegeta n’a toujours pas réussi à devenir Super Saiyan. Par conséquent, Trunks (futur) et Son Goku qui eux le sont, sont plus forts. Il est vraisemblablement plus fort que Piccolo et Son Gohan mais rien ne peut nous le confirmer. À noter que Piccolo était presque prêt à en découdre avec lui.
- À la suite des déclarations de Trunks (futur), il s’entraînera très durement jusqu’à l’arrivée des cyborgs et parviendra même à devenir Super Saiyan. Lorsqu’il écrase C-19, il surprend tout le monde et parait très confiant. Tellement que Piccolo le croit plus fort que Son Goku. Cependant, Son Goku n’a pas impressionné Piccolo face à C-19. Il dit même alors que le combat commençait à peine qu’il avait l’air très faible (la faiblesse de Son Goku est due au virus qui attaque son cœur car il n'a pas pris le médicament que Trunks a ramené du futur). Vegeta est donc peut-être le plus fort à ce moment-là de la série. Il l’est en tout cas certainement plus que Son Gohan qui n’a toujours pas réussi à devenir Super Saiyan et que Trunks (futur) d’après les déclarations très explicites du Tout-Puissant peu après. Piccolo quant à lui semble ne pas être loin du niveau de Vegeta puisqu’il bat C-20 d’une puissance supérieure à C-19. Mais Vegeta n’a pas l’air d’être offensé.
- Après la défaite de toute l’équipe face à C-17 et C-18, Piccolo s’en va fusionner avec le Tout-Puissant et devient plus puissant que Vegeta. Son Gohan, Son Goku et Trunks (futur) restent au même niveau, c’est-à-dire inférieurs à Vegeta.
- Vegeta et Trunks (futur) partent s’entraîner dans la Salle de l’Esprit et du Temps et augmentent considérablement leurs puissances afin d’aller affronter Cell. Piccolo rétrograde en 3e position devant Son Goku qui est toujours malade. Son Gohan est encore hors-course. Le problème est de savoir qui de Vegeta ou son fils est le plus fort à ce moment. Il semble qu’ils soient de niveau égal étant donné que Trunks (futur) ne réussit à atteindre qu’un niveau de puissance trop handicapant pour être utile. À tel point que Cell esquive toutes ses attaques lors de son combat. Il lui explique d’ailleurs très bien ensuite que la transformation qu’il a effectuée avec assurance diminue grandement la vitesse. Vegeta connaissait bien le problème et c’est pour ça qu’il n’a pas voulu atteindre un niveau supérieur. Il faut aussi noter que Vegeta nous fait découvrir le Final Flash pendant sa confrontation. Des techniques que lui seul sait faire. Par conséquent, on peut dire que Vegeta est plus fort que son fils et donc le plus fort à ce moment de la série.
- Après leur échec, c’est au tour de Piccolo, Son Goku et son fils d’aller s’entraîner dans la salle. En sortant, Piccolo reste loin du niveau des Saiyans comme lui explique Son Goku. Son Goku et son fils deviennent de loin les plus forts et même un second passage de Vegeta et Trunks (futur) dans la salle ne leur permettra visiblement pas de les rattraper, bien que pas excessivement à la traîne. Vegeta reste peut-être toujours un peu plus fort que son fils. Pendant le Cell Game, Son Gohan est de loin le plus fort. En devenant Super Saiyan 2 pendant le combat, il deviendra de très loin le numéro un.

Face à Boo
- Au début de la saga, Son Goku est de loin le plus fort en Super Saiyan 3, Son Gohan ne s’entraîne plus depuis longtemps et est certainement plus faible que Vegeta. Il ne l’impressionne d’ailleurs vraiment pas lorsqu’il combat Dabra. Il s’apprête même à aller abréger le combat. Cependant, Son Gohan est encore capable d’atteindre le niveau de Super Saiyan 2.
- Lorsque Babidi prend le contrôle et augmente la force de Vegeta grâce à sa magie, il devient un peu plus fort et atteint le niveau de Son Goku en Super Saiyan 2.
- Quand Trunks et Son Goten fusionnent en Gotenks, ils deviennent plus puissants que Vegeta car ils sont plus forts que Boo en seconde forme alors que Vegeta n’est pas parvenu à le vaincre face à sa première forme.
- Quand Son Gohan revient de la séance de médiation Rou Dai Kaio Shin, qui lui permet de repousser ses limites, il est plus fort que Gotenks et domine aisément Boo.
- Sitôt ressuscité, il fusionne avec Son Goku ce qui donnera naissance au plus puissant combattant que la série a connu : Vegetto.
- Lors du dernier affrontement avec Boo, Son Goku en Super Saiyan 3 est plus fort que Vegeta, qui le regarde combattre avec admiration.
- Des années après la mort du Boo originel, évènements qui marquent la fin du manga Dragon Ball Z, Son Goku et Vegeta se disent qu'ils suivront un entraînement intensif, ceci étant le cas, dix ans d’ellipse passèrent, la puissance hors-norme de Son Goku et Vegeta n'est autre que le fruit de leur entraînement. Ils sont certainement les plus puissants avec Oob qui entre dans la course.

Avec Beerus
- Après que Beerus a frappé Bulma, Vegeta entre dans une telle rage qu'il devient plus puissant que Goku en Super Saiyan 3 mais il ne peut toujours pas battre le Dieu de la destruction. Quand Goku se transforme en Super Saiyan Divin, il surpasse Vegeta.
- Durant son entrainement sur la planête de Beerus, Vegeta parvient à atteindre le Super Saiyan Divin. Lorsque Goku arrive pour s’entraîner à son tour, lui et Vegeta s’entraînent et arrivent à se transformer en Super Saiyan Bleu.

Au tournoi de Champa
- Au cours du tournoi, Vegeta a facilement battu Frost en un seul coup sous la forme de Super Saiyan en confirmant qu'il s'était retenu. Il a également battu Goldoma dans un combat désavantagé et Cabba mais il a perdu contre Hit sans même réussir à l'atteindre, même en Super Saiyan Bleu.

Contre Zamasu
- Face à Black Goku, Vegeta a été vaincu une première fois. Après cette défaite, il retourne dans la salle de l'esprit et du temps pour s'y entraîner. De retour face a Black, la nouvelle puissance de Vegeta fait que Black Goku ne peut plus rivaliser avec lui.
- Lors du Tournoi du Pouvoir, Vegeta domine la majorité de ses adversaires soit dans sa forme de base ou en Super Saiyan. Il arrive également à surpasser ses limites et atteint un Super Saiyan Blue plus puissant et différent : le Super Saiyan Bleu évolué. Sous cette forme, il réussit à vaincre Toppo, ayant acquis les pouvoirs d'un Dieu de la destruction et rivalise contre Son Goku en Super Saiyan Bleu accouplé à l'aura de Kaio.

## Postérité

### Popularité
Vegeta est un personnage extrêmement populaire de la série, se classant quatrième dans le sondage de 1993 sur la popularité des personnages de Dragon Ball , voté par les lecteurs du Weekly Shōnen Jump , et se hissant à la deuxième place en 1995. En 2004, les fans de la série l'ont élu deuxième personnage le plus populaire d'un sondage dans le livre Dragon Ball Forever. Bien que le personnage soit populaire auprès du public , il l'est beaucoup moins auprès d'Akira Toriyama qui a fait savoir que Végéta est le personnage qu'il aime le moins.
La citation de Végéta « C’est plus de 9000! » est devenue un mème sur Internet et deviens une réplique culte de l'internet des années 2000. La phrase est généralement utilisée comme un quantificateur incomptable pour décrire une grande quantité de puissance ou d'entité. La phrase provient d'une modification de la ligne originale en japonais par le personnage Vegeta, exprimée en anglais par l'acteur Brian Drummond, dans le 21ème épisode du dub Ocean Productions English. En 2008, un anonymous de 4chan a fait un tour de farce à l'animatrice Oprah Winfrey, faisant croire qu'il fait partie d'un réseaux de plus de 9000 pédophiles (prononcé en "plus de neuf milles pénis"), c'est extrait fut diffusé sur le Oprah Winfrey Show
Le troisième album du groupe de comédie musicale Starbomb contient une chanson intitulée "Vegeta's Serenade". La chanson est centrée autour de Vegeta essayant d'écrire une chanson d'amour pour Bulma, mais continue de se laisser distraire par sa haine pour Goku.
Les Superstars de la WWE telles que Ronda Rousey et The New Day portent des vêtements d'inspiration Végéta; le premier portait un maillot référençant Végéta et le « C'est plus de 9 000! » À Wrestlemania 31, ce dernier est apparu en costume complet, inspiré de la signature de Vegeta, Saiyan Armour, à WrestleMania 32, dans le cadre de sa grande entrée pour son match contre la Société des Nations.

## Œuvres où le personnage apparaît

### Mangas
- 1984 : Dragon Ball
- 2001 : Neko Majin
- 2015 : Dragon Ball Super

### Séries animées
- 1989 : Dragon Ball Z
- 1996 : Dragon Ball GT
- 2009 : Dragon Ball Z Kai
- 2015 : Dragon Ball Super
- 2018 : Super Dragon Ball Heroes

### Films
- 1992 : Dragon Ball Z : Cent mille guerriers de métal
- 1992 : Dragon Ball Z : L’Offensive des cyborgs
- 1993 : Dragon Ball Z : Broly le super guerrier
- 1993 : Dragon Ball Z : Les Mercenaires de l’espace
- 1995 : Dragon Ball Z : Fusions
- 1995 : Dragon Ball Z : L’Attaque du dragon
- 2013 : Dragon Ball Z : Battle of Gods
- 2015 : Dragon Ball Z : La Résurrection de ‘F’
- 2018 : Dragon Ball Super: Broly
- 2022 : Dragon Ball Super: Super Hero

### OAV
- 2008 : Dragon Ball : Salut ! Son Gokû et ses amis sont de retour !!

### Téléfilm
- 1993 : Dragon Ball Z : L'Histoire de Trunks

### Jeux vidéo
- Vegeta est jouable dans la totalité des jeux estampillés Dragon Ball Z.
- 2023 : Saison 2 de Dragon Ball: The Breaker[29]